# Села Волинської області
До складу Волинської області входить 1054 села. Найбільшими (за кількістю населення), відповідно до перепису 2001 року, є Прилісне, Підгайці та Раків Ліс, в кожному з котрих проживає понад 3 тисячі мешканців.

## Перелік сіл
| Село                   | Район             | Громада, рада                       | Код КОАТУУ  | Населення, осіб | Площа, км² | Поштовий індекс |
| ---------------------- | ----------------- | ----------------------------------- | ----------- | --------------- | ---------- | --------------- |
| Адамівка               | Ратнівський       | Забродівська сільська громада       | 0724285802  | 282             | 0,646      | 44199           |
| Адамчуки               | Шацький           | Грабівська сільська рада            | 0725780902  | 74              | 0,147      | 44040           |
| Амбуків                | Володимирський    | Устилузька міська громада           | 0720583403  | 232             | 0,823      | 44734           |
| Антонівка              | Луцький           | Берестечківська міська громада      | 0720885803  | 225             | 6,808      | 45769           |
| Антонівка              | Луцький           | Луцька міська громада               | 0722881802  | 274             | 1,4        | 45615           |
| Арсеновичі             | Ковельський       | Велицька сільська громада           | 0722188603  | 281             | 1,006      | 45083           |
| Бабаці                 | Любомльський      | Вишнівська сільська громада         | 0723380402  | 24              | 0,39       | 44324           |
| Баїв                   | Луцький           | Боратинська сільська громада        | 0722880301  | 659             | 0,728      | 45643           |
| Байківці               | Ковельський       | Голобська селищна громада           | 0722188402  | 320             |            | 45805           |
| Баківці                | Луцький           | Баківцівська сільська рада          | 0722880501  | 361             | 1,53       | 45665           |
| Барвінок               | Луцький           | Смолигівська сільська громада       | 0722886602  | 2               | 0,137      | 45617           |
| Бахів                  | Ковельський       | Дубівська сільська громада          | 0722182402  | 436             | 0,621      | 45009           |
| Башлики                | Ківерцівський     | Дубищенська сільська рада           | 0721882403  | 1369            | 2,642      | 45237           |
| Башова                 | Рожищенський      | Копачівська сільська громада        | 0724582902  | 267             | 1,18       | 45199           |
| Бегета                 | Володимирський    | Війницька сільська громада          | 0720580803  | 274             | 0,88       | 44798           |
| Берегове               | Рожищенський      | Мильська сільська рада              | 0724584102  | 272             | 1,314      | 45198           |
| Бережанка              | Горохівський      | Городищенська сільська громада      | 0720880201  | 548             | 16,88      | 45713           |
| Бережниця              | Маневицький       | Троянівська сільська рада           | 0723687302  | 401             | 53,5       | 44668           |
| Бережці                | Любомльський      | Вишнівська сільська громада         | 0723384802  | 718             | 1,86       | 44352           |
| Береза                 | Ратнівський       | Височненська сільська рада          | 0724281003  | 183             | 0,771      | 44198           |
| Березичі               | Любешівський      | Любешівська селищна громада         | 0723180501  | 798             | 3,145      | 44252           |
| Березна Воля           | Любешівський      | Любешівська селищна громада         | 0723187202  | 322             | 0,052      | 44251           |
| Березники              | Ратнівський       | Самарівська сільська громада        | 0724287103  | 124             | 0,558      | 44197           |
| Березовичі             | Володимирський    | Війницька сільська громада          | 0720580801  | 670             | 1,916      | 44763           |
| Березолуки             | Рожищенський      | Копачівська сільська громада        | 0724580301  | 390             |            | 45144           |
| Берестяне              | Ківерцівський     | Цуманська селищна громада           | 0721880401  | 1017            | 7,689      | 45215           |
| Береськ                | Рожищенський      | Доросинівська сільська громада      | 0724580601  | 705             | 3,44       | 45135           |
| Бермешів               | Локачинський      | Замличівська сільська рада          | 0722482203  | 183             | 0,715      | 45554           |
| Бистровиця             | Горохівський      | Скобелківська сільська рада         | 0720887402  | 325             | 10,9       | 45704           |
| Битень                 | Ковельський       | Голобська селищна громада           | 0722188403  | 259             |            | 45039           |
| Бихів                  | Любешівський      | Любешівська селищна громада         | 0723182301  | 1172            | 27,203     | 44242           |
| Білашів                | Ковельський       | Білашівська сільська рада           | 0722180401  | 493             | 0,315      | 45065           |
| Білин                  | Володимирський    | Оваднівська сільська громада        | 0720580401  | 437             | 1,685      | 44713           |
| Білин                  | Ковельський       | Білинська сільська рада             | 0722180801  | 1259            | 4,86       | 45042           |
| Біличі                 | Іваничівський     | Литовезька сільська громада         | 0721181802  | 528             | 10,8       | 45351           |
| Біличі                 | Любомльський      | Зачернецька сільська рада           | 0723381902  | 246             | 0,59       | 44303           |
| Білопіль               | Локачинський      | Привітненська сільська громада      | 0722480601  | 389             | 1,42       | 45552           |
| Білосток               | Луцький           | Торчинська селищна громада          | 0722880601  | 380             | 13,98      | 45641           |
| Бірки                  | Любешівський      | Любешівська селищна громада         | 0723181201  | 1599            | 2,1        | 44240           |
| Бірки                  | Любомльський      | Любомльська міська громада          | 0723380201  | 723             | 2,3        | 44308           |
| Блаженик               | Турійський        | Мокрецька сільська рада             | 0725583102  | 148             | 0,673      | 44899           |
| Бобичі                 | Володимирський    | Війницька сільська громада          | 0720580805  | 144             | 0,677      | 44797           |
| Бобли                  | Турійський        | Боблівська сільська рада            | 0725580401  | 956             | 6,68       | 44842           |
| Боголюби               | Луцький           | Заборольська сільська громада       | 0722881001  | 851             | 0,774      | 45634           |
| Богунівка              | Горохівський      | Перемильська сільська рада          | 0720885402  | 119             | 3,19       | 45759           |
| Богушівка              | Луцький           | Заборольська сільська громада       | 0722881003  | 284             | 0,589      | 45613           |
| Богушівська Мар'янівка | Рожищенський      | Переспівська сільська рада          | 0724585002  | 63              |            | 45183           |
| Бодячів                | Ківерцівський     | Ківерцівська міська громада         | 0721886603  | 531             | 1,279      | 45224           |
| Боратин                | Луцький           | Боратинська сільська громада        | 0722880701  | 1095            | 2,8        | 45605           |
| Боремщина              | Любомльський      | Любомльська міська громада          | 0723383702  | 62              | 0,68       | 44361           |
| Борзова                | Старовижівський   | Старовижівська селищна громада      | 0725084602  | 163             | 0,627      | 44480           |
| Борисковичі            | Горохівський      | Мар'янівська селищна громада        | 0720880402  | 467             |            | 45748           |
| Борове                 | Любомльський      | Рівненська сільська громада         | 0723384902  | 284             | 1,53       | 44304           |
| Боровичі               | Маневицький       | Колківська селищна громада          | 0723680301  | 1109            | 4,16       | 44666           |
| Боровне                | Камінь-Каширський | Гуто-Боровенська сільська громада   | 0721480301  | 786             | 2,233      | 44562           |
| Боровуха               | Ратнівський       | Самарівська сільська громада        | 0724286903  | 117             | 0,692      | 44196           |
| Борохів                | Ківерцівський     | Липинська сільська громада          | 0721880801  | 1054            | 3,693      | 45245           |
| Борочиче               | Горохівський      | Мар'янівська селищна громада        | 0720888602  | 1339            |            | 45742           |
| Бортнів                | Іваничівський     | Поромівська сільська громада        | 0721180402  | 450             | 1,015      | 45306           |
| Бортяхівка             | Рожищенський      | Тихотинська сільська рада           | 0724587003  | 362             | 1,71       | 45197           |
| Борщівка               | Ковельський       | Голобська селищна громада           | 0722188002  | 181             | 0,473      | 45075           |
| Ботин                  | Луцький           | Підгайцівська сільська громада      | 0722885602  | 149             | 0,62       | 45616           |
| Брани                  | Горохівський      | Мар'янівська селищна громада        | 0720880401  | 759             |            | 45746           |
| Брище                  | Луцький           | Княгининівська сільська громада     | 0722855220  | 366             | 0,725      | 45618           |
| Брідки                 | Старовижівський   | Старовижівська селищна громада      | 0725055101  | 377             | 1,432      | 44481           |
| Броди                  | Ратнівський       | Гірниківська сільська рада          | 0724281802  | 1255            | 4,87       | 44132           |
| Бродятине              | Ратнівський       | Самарівська сільська громада        | 0724285302  | 91              | 0,33       | 44195           |
| Брониця                | Камінь-Каширський | Броницька сільська рада             | 0721480601  | 1800            | 3,693      | 44535           |
| Брунетівка             | Старовижівський   | Старовижівська селищна громада      | 0725084002  | 327             | 1,867      | 44482           |
| Бруховичі              | Ковельський       | Голобська селищна громада           | 0722155301  | 392             |            | 45073           |
| Бубнів                 | Володимирський    | Зимнівська сільська громада         | 0720581301  | 613             | 2,081      | 44754           |
| Бубнів                 | Локачинський      | Привітненська сільська громада      | 0722480501  | 387             | 14,43      | 45541           |
| Будище                 | Ковельський       | Колодяжненська сільська громада     | 0722183602  | 120             |            | 45088           |
| Будки                  | Маневицький       | Будківська сільська рада            | 0723680601  | 602             | 11,155     | 44641           |
| Будники                | Любомльський      | Рівненська сільська громада         | 0723385903  | 197             | 0,53       | 44305           |
| Будятичі               | Іваничівський     | Поромівська сільська громада        | 0721187702  | 636             | 5          | 45313           |
| Бужани                 | Горохівський      | Мар'янівська селищна громада        | 0720880801  | 1086            | 23,3       | 45770           |
| Бужанка                | Іваничівський     | Поромівська сільська громада        | 0721180401  | 787             | 25,03      | 45310           |
| Бужковичі              | Іваничівський     | Луковичівська сільська рада         | 0721182802  | 231             | 9,4        | 45335           |
| Бузаки                 | Камінь-Каширський | Бузаківська сільська рада           | 0721480801  | 2060            | 2,984      | 44523           |
| Буків                  | Луцький           | Княгининівська сільська громада     | 0722883702  | 111             | 0,35       | 45691           |
| Буркачі                | Горохівський      | Мервинська сільська рада            | 0720883802  | 353             |            | 45706           |
| Буцинь                 | Старовижівський   | Буцинська сільська рада             | 0725080501  | 1181            | 5,193      | 44440           |
| Бучин                  | Любешівський      | Любешівська селищна громада         | 0723186102  | 218             | 20,005     | 44257           |
| Буяни                  | Луцький           | Торчинська селищна громада          | 0722880901  | 878             | 28,296     | 45621           |
| Валер'янівка           | Рожищенський      | Руднянська сільська рада            | 0724585902  | 158             | 0,96       | 45196           |
| Ватин                  | Горохівський      | Ватинська сільська рада             | 0720881001  | 325             | 7,5        | 45707           |
| Ватинець               | Горохівський      | Ватинська сільська рада             | 0720881003  | 178             | 6,21       | 45708           |
| Велика Ведмежка        | Маневицький       | Великоведмезька сільська рада       | 0723680901  | 313             | 8,6        | 44631           |
| Велика Глуша           | Любешівський      | Великоглушанська сільська рада      | 0723182601  | 1877            | 4,975      | 44221           |
| Велика Осниця          | Маневицький       | Великоосницька сільська рада        | 0723681101  | 668             | 2,46       | 44650           |
| Велика Яблунька        | Маневицький       | Довжицька сільська рада             | 0723682202  | 776             | 0,98       | 44643           |
| Великий Курінь         | Любешівський      | Любешівська селищна громада         | 0723182801  | 776             |            | 44210           |
| Великий Обзир          | Камінь-Каширський | Гуто-Боровенська сільська громада   | 0721481001  | 718             | 2,839      | 44571           |
| Великий Окорськ        | Локачинський      | Затурцівська сільська громада       | 0722482402  | 284             | 87         | 45524           |
| Великий Омеляник       | Луцький           | Заборольська сільська громада       | 0722881803  | 1495            | 2,91       | 45624           |
| Великий Порськ         | Ковельський       | Голобська селищна громада           | 0722188003  | 250             | 0,749      | 45084           |
| Велимче                | Ратнівський       | Велимченська сільська громада       | 0724280401  | 2886            | 6,78       | 44164           |
| Велицьк                | Ковельський       | Велицька сільська громада           | 0722181201  | 688             | 19,56      | 45081           |
| Верба                  | Володимирський    | Оваднівська сільська громада        | 0720584402  | 579             |            | 44721           |
| Вербаїв                | Луцький           | Боратинська сільська громада        | 0722885102  | 258             | 0,32       | 45619           |
| Вербичне               | Турійський        | Туличівська сільська рада           | 0725587602  | 273             | 2,472      | 44898           |
| Вербівка               | Любомльський      | Рівненська сільська громада         | 0723381503  | 88              | 0,24       | 44306           |
| Вербка                 | Ковельський       | Дубівська сільська громада          | 0722182403  | 697             | 0,582      | 45032           |
| Верхи                  | Камінь-Каширський | Гуто-Боровенська сільська громада   | 0721481201  | 587             | 62,427     | 44570           |
| Верхи                  | Луцький           | Торчинська селищна громада          | 0722881202  | 143             | 1,05       | 45609           |
| Верхівка               | Луцький           | Підгайцівська сільська громада      | 0722885603  | 163             | 1,06       | 45646           |
| Верхнів                | Іваничівський     | Поромівська сільська громада        | 0721180403  | 326             | 1,135      | 45303           |
| Веселе                 | Луцький           | Торчинська селищна громада          | 0722881201  | 673             | 3,006      | 45611           |
| Веснянка               | Ківерцівський     | Звірівська сільська рада            | 0721883602  | 327             | 1,154      | 45280           |
| Ветли                  | Любешівський      | Любешівська селищна громада         | 0723183201  | 1826            | 43,247     | 44220           |
| Вигнанка               | Любомльський      | Любомльська міська громада          | 0723384002  | 250             | 0,92       | 44307           |
| Вигуричі               | Луцький           | Чаруківська сільська рада           | 0722886802  | 225             | 0,0081     | 45627           |
| Видерта                | Камінь-Каширський | Видертська сільська рада            | 0721482001  | 2313            | 48,85      | 44520           |
| Видраниця              | Ратнівський       | Забродівська сільська громада       | 0724280801  | 1553            | 4,153      | 44152           |
| Видричі                | Камінь-Каширський | Видричівська сільська рада          | 0721482201  | 701             | 2,947      | 44516           |
| Вижгів                 | Любомльський      | Вишнівська сільська громада         | 0723384702  | 252             | 0,82       | 44359           |
| Вижично                | Ратнівський       | Височненська сільська рада          | 0724281007  | 159             | 0,405      | 44194           |
| Винімок                | Камінь-Каширський | Пнівненська сільська рада           | 0721486202  | 128             | 0,513      | 44503           |
| Високе                 | Любомльський      | Зачернецька сільська рада           | 0723381903  | 42              | 0,42       | 44316           |
| Висоцьк                | Любомльський      | Вишнівська сільська громада         | 0723387202  | 281             | 1,16       | 44355           |
| Височне                | Ратнівський       | Височненська сільська рада          | 0724281001  | 421             | 1,309      | 44112           |
| Витень                 | Ратнівський       | Височненська сільська рада          | 0724281001  | 93              | 0,353      | 44193           |
| Витуле                 | Любешівський      | Любешівська селищна громада         | 0723181202  | 311             | 0,067      | 44202           |
| Вишеньки               | Рожищенський      | Носачевичівська сільська рада       | 0724584602  | 331             | 0,171      | 45195           |
| Вишнів                 | Ківерцівський     | Липинська сільська громада          | 0721880802  | 518             | 1,913      | 45271           |
| Вишнів                 | Любомльський      | Вишнівська сільська громада         | 0723380401  | 1187            | 2,23       | 44351           |
| Вишнівка               | Любомльський      | Рівненська сільська громада         | 0723381002  | 135             | 0,57       | 44317           |
| Вівчицьк               | Ковельський       | Голобська селищна громада           | 0722155302  | 143             | 0,043      | 45071           |
| Відути                 | Турійський        | Луківська селищна громада           | 0725586703  | 134             | 0,849      | 44897           |
| Війниця                | Локачинський      | Війницька сільська громада          | 0722481201  | 298             | 0,4        | 45510           |
| Вікторяни              | Луцький           | Гіркополонківська сільська громада  | 0722885402  | 54              | 0,317      | 45628           |
| Віл                    | Любешівський      | Любешівська селищна громада         | 0723180503  | 211             | 1,175      | 44203           |
| Вілиця                 | Шацький           | Шацька селищна громада              | 0725784202  | 139             | 0,401      | 44041           |
| Вілька-Підгородненська | Любомльський      | Любомльська міська громада          | 0723383703  | 67              | 0,37       | 44318           |
| Вілька-Садівська       | Локачинський      | Затурцівська сільська громада       | 0722482403  | 113             | 44         | 45502           |
| Вільхівка              | Горохівський      | Вільхівська сільська рада           | 0720885001  | 711             | 7,53       | 45723           |
| Вільшанка              | Шацький           | Пульмівська сільська рада           | 0725784602  | 98              | 0,2        | 44042           |
| Вітоніж                | Рожищенський      | Ясенівська сільська рада            | 0724587802  | 379             | 1,62       | 45121           |
| Вічині                 | Рожищенський      | Доросинівська сільська громада      | 0724580801  | 475             | 1,94       | 45134           |
| Вовчицьк               | Маневицький       | Костюхнівська сільська рада         | 0723683402  | 364             | 0,637      | 44616           |
| Воєгоща                | Камінь-Каширський | Воєгощанська сільська рада          | 0721481401  | 1740            | 53,36      | 44534           |
| Войнин                 | Локачинський      | Затурцівська сільська громада       | 0722486302  | 364             | 1,84       | 45503           |
| Волиця                 | Іваничівський     | Павлівська сільська громада         | 0721182302  | 423             | 1,76       | 45304           |
| Волиця                 | Камінь-Каширський | Пнівненська сільська рада           | 0721486203  | 957             | 2,99       | 44533           |
| Волиця                 | Турійський        | Клюська сільська рада               | 0725581302  | 95              | 0,867      | 44896           |
| Волиця-Дружкопільська  | Горохівський      | Журавниківська сільська рада        | 0720881602  | 283             | 5,13       | 45709           |
| Волиця-Лобачівська     | Горохівський      | Лобачівська сільська рада           | 0720883202  | 210             | 5,986      | 45739           |
| Волиця-Морозовицька    | Іваничівський     | Поромівська сільська громада        | 0721183303  | 238             | 6,3        | 45305           |
| Володимирівка          | Володимирський    | Зимнівська сільська громада         | 0720583202  | 267             | 1,06       | 44794           |
| Волошки                | Ковельський       | Колодяжненська сільська громада     | 0722183603  | 573             |            | 45062           |
| Воля                   | Ковельський       | Тойкутська сільська рада            | 0722182803  | 322             | 152,9      | 45801           |
| Воля-Ковельська        | Ковельський       | Зеленська сільська рада             | 0722182602  | 792             | 2,493      | 45026           |
| Воля-Любитівська       | Ковельський       | Любитівська сільська рада           | 0722184002  | 397             |            | 45086           |
| Воля-Свійчівська       | Володимирський    | Оваднівська сільська громада        | 0720581503  | 117             | 0,573      | 44793           |
| Ворокомле              | Камінь-Каширський | Ворокомлівська сільська рада        | 0721481801  | 1902            | 60,813     | 44530           |
| Ворона                 | Ковельський       | Любитівська сільська рада           | 0722184003  | 224             |            | 45027           |
| Ворончин               | Рожищенський      | Доросинівська сільська громада      | 0724581001  | 561             | 3          | 45136           |
| Воротнів               | Луцький           | Підгайцівська сільська громада      | 0722883602  | 1200            | 23,97      | 45639           |
| Ворчин                 | Володимирський    | Устилузька міська громада           | 0720581803  | 112             | 3,04       | 44792           |
| Вощатин                | Володимирський    | Зарічанська сільська громада        | 0720582802  | 269             | 0,6        | 44791           |
| Воютин                 | Луцький           | Воютинська сільська рада            | 0722881501  | 752             | 32,68      | 45645           |
| Всеволодівка           | Луцький           | Заборольська сільська громада       | 0722881804  | 30              | 0,374      | 45629           |
| Вужиськ                | Ратнівський       | Забродівська сільська громада       | 0724284202  | 299             | 0,465      | 44192           |
| В'язівне               | Любешівський      | Любешівська селищна громада         | 0723186303  | 430             | 1,44       | 44211           |
| Гаївка                 | Шацький           | Шацька селищна громада              | 0725755101  | 202             |            | 44009           |
| Гайки                  | Турійський        | Оваднівська сільська громада        | 0725580801  | 211             | 1,062      | 44836           |
| Гайове                 | Ківерцівський     | Тростянецька сільська громада       | 0721884802  | 486             | 2,372      | 45282           |
| Галина Воля            | Старовижівський   | Старовижівська селищна громада      | 0725085201  | 707             | 2,088      | 44424           |
| Галинівка              | Володимирський    | Оваднівська сільська громада        | 0720581501  | 343             | 0,979      | 44790           |
| Галичани               | Горохівський      | Галичанська сільська рада           | 0720881301  | 1050            | 13,68      | 45745           |
| Галузія                | Маневицький       | Прилісненська сільська громада      | 0723681501  | 757             | 2,7        | 44613           |
| Гаразджа               | Луцький           | Піддубцівська сільська рада         | 0722885002  | 957             | 0,845      | 45636           |
| Гаруша                 | Турійський        | Клюська сільська рада               | 0725581303  | 178             | 0,815      | 44895           |
| Гать                   | Луцький           | Воютинська сільська рада            | 0722881503  | 275             | 1,527      | 45647           |
| Гевин                  | Володимирський    | Оваднівська сільська громада        | 0720581505  | 6               | 0,031      | 44789           |
| Гектари                | Горохівський      | Пісківська сільська рада            | 0720885805  | 245             | 6,33       | 45717           |
| Гірка Полонка          | Луцький           | Гіркополонківська сільська громада  | 0722881601  | 2658            | 2,177      | 45607           |
| Гірки                  | Любешівський      | Любешівська селищна громада         | 0723183601  | 778             |            | 44230           |
| Гірники                | Ратнівський       | Гірниківська сільська рада          | 0724281801  | 2400            | 3,042      | 44130           |
| Гішин                  | Ковельський       | Доротищенська сільська рада         | 0722181802  | 380             | 1,51       | 45028           |
| Глинянка               | Любомльський      | Вишнівська сільська громада         | 0723383302  | 227             | 1,06       | 44319           |
| Глухи                  | Старовижівський   | Дубечненська сільська громада       | 0725080801  | 964             | 7,019      | 44410           |
| Годинь                 | Ратнівський       | Млинівська сільська рада            | 0724285502  | 50              | 0,29       | 44191           |
| Годовичі               | Турійський        | Луківська селищна громада           | 0725582902  | 240             | 1,352      | 44894           |
| Годомичі               | Маневицький       | Колківська селищна громада          | 0723681701  | 877             | 20,3       | 44671           |
| Голишів                | Луцький           | Боратинська сільська громада        | 0722880703  | 339             | 0,8        | 45690           |
| Головище               | Ратнівський       | Самарівська сільська громада        | 0724286904  | 159             | 0,441      | 44190           |
| Голядин                | Шацький           | Грабівська сільська рада            | 0725780903  | 339             | 0,533      | 44044           |
| Гончий Брід            | Ковельський       | Дрозднівська сільська рада          | 0722182002  | 134             | 0,092      | 45029           |
| Гораймівка             | Маневицький       | Гораймівська сільська рада          | 0723681901  | 1640            | 1,39       | 44681           |
| Горзвин                | Луцький           | Торчинська селищна громада          | 0722880603  | 296             | 9,6        | 45648           |
| Горичів                | Володимирський    | Зимнівська сільська громада         | 0720582002  | 214             | 4,68       | 44788           |
| Горішнє                | Горохівський      | Горішненська сільська рада          | 0720881401  | 512             | 4,296      | 45755           |
| Городилець             | Турійський        | Ружинська сільська рада             | 0725585602  | 307             | 1,646      | 44893           |
| Городині               | Рожищенський      | Городинівська сільська рада         | 0724581401  | 296             | 1,16       | 45152           |
| Городище               | Ківерцівський     | Цуманська селищна громада           | 0721886202  | 823             | 3,556      | 45231           |
| Городище               | Ковельський       | Дубівська сільська громада          | 0722181401  | 210             |            | 45024           |
| Городище               | Луцький           | Боратинська сільська громада        | 0722880302  | 841             | 0,754      | 45644           |
| Городище               | Луцький           | Городищенська сільська громада      | 0722881701  | 613             | 1,32       | 45656           |
| Городнє                | Любомльський      | Любомльська міська громада          | 0723382402  | 713             | 2,18       | 44327           |
| Городок                | Камінь-Каширський | Пнівненська сільська рада           | 0721486204  | 76              | 0,301      | 44504           |
| Городок                | Луцький           | Заборольська сільська громада       | 0722884302  | 214             |            | 45649           |
| Городок                | Маневицький       | Прилісненська сільська громада      | 0723682001  | 1086            | 1,638      | 44615           |
| Гороховище             | Любомльський      | Рівненська сільська громада         | 0723385905  | 187             | 0,31       | 44312           |
| Горянівка              | Ківерцівський     | Дідичівська сільська рада           | 0721881603  | 438             | 1,027      | 45284           |
| Грабове                | Старовижівський   | Сереховичівська сільська громада    | 0725084802  | 382             | 2,224      | 44460           |
| Грабове                | Шацький           | Грабівська сільська рада            | 0725780901  | 382             | 2,224      | 44023           |
| Граддя                 | Маневицький       | Довжицька сільська рада             | 0723682203  | 477             | 1,33       | 44644           |
| Градиськ               | Маневицький       | Новорудська сільська рада           | 0723685102  | 350             | 24,61      | 44621           |
| Гранатів               | Локачинський      | Затурцівська сільська громада       | 0722486303  | 163             | 0,82       | 45504           |
| Гредьки                | Ковельський       | Дубівська сільська громада          | 0722181402  | 122             |            | 45094           |
| Грем'яче               | Ківерцівський     | Грем'яченська сільська рада         | 0721881301  | 715             | 3,111      | 45235           |
| Гречища                | Любешівський      | Дольська сільська рада              | 0723184802  | 123             |            | 44204           |
| Грибовиця              | Іваничівський     | Грибовицька сільська рада           | 0721180901  | 933             | 16,9       | 45324           |
| Грив'ятки              | Ковельський       | Поворська сільська громада          | 0722183202  | 272             | 0,93       | 45046           |
| Григоровичі            | Луцький           | Городищенська сільська громада      | 0722881703  | 150             | 0,4        | 45654           |
| Грудки                 | Камінь-Каширський | Грудківська сільська рада           | 0721482801  | 1870            | 29,407     | 44521           |
| Грузятин               | Маневицький       | Колківська селищна громада          | 0723680302  | 701             | 2,21       | 44667           |
| Грушів                 | Іваничівський     | Павлівська сільська громада         | 0721183002  | 372             | 13,5       | 45307           |
| Грушівка               | Ковельський       | Білашівська сільська рада           | 0722180402  | 180             | 0,13       | 45095           |
| Гряди                  | Іваничівський     | Грядівська сільська рада            | 0721181201  | 780             | 11,8       | 45320           |
| Губин                  | Локачинський      | Війницька сільська громада          | 0722481202  | 694             | 0,7        | 45513           |
| Губин Перший           | Горохівський      | Губинська Перша сільська рада       | 0720881501  | 449             | 15,33      | 45726           |
| Гулівка                | Ковельський       | Поворська сільська громада          | 0722187402  | 237             | 1,736      | 45096           |
| Гуменці                | Любомльський      | Головненська селищна громада        | 0723381303  | 149             | 0,078      | 44399           |
| Гумнище                | Горохівський      | Перемильська сільська рада          | 0720885403  | 331             | 6,11       | 45718           |
| Гупали                 | Любомльський      | Згоранська сільська рада            | 0723382202  | 250             | 2,56       | 44360           |
| Гута                   | Ратнівський       | Заболоттівська селищна громада      | 0724282201  | 1694            | 2,277      | 44145           |
| Гута-Боровенська       | Камінь-Каширський | Гуто-Боровенська сільська громада   | 0721483101  | 1962            | 3,801      | 44553           |
| Гута-Камінська         | Камінь-Каширський | Клітицька сільська рада             | 0721484802  | 535             | 1,313      | 44551           |
| Гута-Лісівська         | Маневицький       | Лісівська сільська рада             | 0723684002  | 500             | 2,131      | 44699           |
| Гуща                   | Любомльський      | Рівненська сільська громада         | 0723381001  | 945             | 2,16       | 44330           |
| Дарівка                | Ковельський       | Голобська селищна громада           | 0722185202  | 412             |            | 45097           |
| Дарницьке              | Володимирський    | Устилузька міська громада           | 0720586702  | 79              | 0,508      | 44787           |
| Датинь                 | Ратнівський       | Велимченська сільська громада       | 0724282601  | 713             | 3,48       | 44165           |
| Дачне                  | Ківерцівський     | Луцька міська громада               | 0721885802  | 870             | 0,906      | 45244           |
| Деревок                | Любешівський      | Любешівська селищна громада         | 0723184201  | 922             |            | 44243           |
| Дерно                  | Ківерцівський     | Дернівська сільська рада            | 0721882001  | 2120            | 5,212      | 45260           |
| Десятина               | Горохівський      | Мирненська сільська рада            | 0720884402  | 48              | 1,2        | 45716           |
| Диковини               | Горохівський      | Мервинська сільська рада            | 0720883803  | 323             |            | 45719           |
| Діброва                | Горохівський      | Вільхівська сільська рада           | 0720885003  | 49              | 3,5        | 45727           |
| Діброва                | Ківерцівський     | Липинська сільська громада          | 0721880803  | 230             | 0,531      | 45285           |
| Діброва                | Ковельський       | Голобська селищна громада           | 0722184203  | 42              |            | 45098           |
| Діброва                | Любешівський      | Любешівська селищна громада         | 0723185202  | 222             | 1,013      | 44205           |
| Дігтів                 | Володимирський    | Зарічанська сільська громада        | 0720581602  | 341             | 1,247      | 44786           |
| Дідичі                 | Ківерцівський     | Дідичівська сільська рада           | 0721881601  | 1072            | 2,597      | 45261           |
| Дідовичі               | Ківерцівський     | Ківерцівська міська громада         | 0721886605  | 266             | 1,36       | 45286           |
| Дмитрівка              | Рожищенський      | Топільненська сільська рада         | 0724586902  | 180             | 0,64       | 45194           |
| Добре                  | Камінь-Каширський | Добренська сільська рада            | 0721483301  | 1339            | 3,7199     | 44513           |
| Довгів                 | Горохівський      | Мар'янівська селищна громада        | 0720880403  | 599             | 22,5       | 45747           |
| Довгоноси              | Ковельський       | Люблинецька селищна громада         | 0722155701  | 471             |            | 45013           |
| Довжиця                | Маневицький       | Довжицька сільська рада             | 0723682201  | 368             | 0,82       | 44604           |
| Дожва                  | Турійський        | Новодвірська сільська рада          | 0725583402  | 143             | 0,879      | 44892           |
| Долина                 | Ратнівський       | Млинівська сільська рада            | 0724285503  | 1611            | 0,689      | 44189           |
| Долинка                | Іваничівський     | Іваничівська селищна громада        | 0721155101  | 265             | 0,591      | 45308           |
| Дольськ                | Любешівський      | Дольська сільська рада              | 0723184801  | 791             | 2,828      | 44232           |
| Дольськ                | Турійський        | Турійська селищна громада           | 0725580901  | 480             | 1,813      | 44891           |
| Доманове               | Ратнівський       | Млинівська сільська рада            | 0724285504  | 289             |            | 44188           |
| Домашів                | Ківерцівський     | Журавичівська сільська рада         | 0721883102  | 253             | 1,266      | 45287           |
| Дорогиничі             | Локачинський      | Дорогиничівська сільська рада       | 0722481801  | 620             |            | 45530           |
| Доросині               | Рожищенський      | Доросинівська сільська громада      | 0724581901  | 1037            | 41,02      | 45133           |
| Доротище               | Ковельський       | Доротищенська сільська рада         | 0722181801  | 468             | 2,94       | 45022           |
| Дошне                  | Ратнівський       | Велимченська сільська громада       | 0724280402  | 44              | 0,161      | 44187           |
| Древині                | Іваничівський     | Іваничівська селищна громада        | 0721183403  | 666             | 6,3        | 45327           |
| Дроздні                | Ковельський       | Дрозднівська сільська рада          | 0722182001  | 729             |            | 45066           |
| Дубечне                | Старовижівський   | Дубечненська сільська громада       | 0725081301  | 2395            | 9,223      | 44412           |
| Дубичанське            | Луцький           | Смолигівська сільська громада       | 0722886202  | 89              | 0,35       | 45658           |
| Дубище                 | Ківерцівський     | Дубищенська сільська рада           | 0721882401  | 355             | 1,403      | 45236           |
| Дубова Корчма          | Горохівський      | Городищенська сільська громада      | 0720887803  | 182             | 6,32       | 45728           |
| Дубове                 | Ковельський       | Дубівська сільська громада          | 0722182401  | 1454            | 21,843     | 45031           |
| Дубровиця              | Камінь-Каширський | Видричівська сільська рада          | 0721482202  | 359             | 1,718      | 44505           |
| Дуліби                 | Турійський        | Дулібівська сільська рада           | 0725581001  | 505             | 0,959      | 44832           |
| Духче                  | Рожищенський      | Сокільська сільська рада            | 0724586202  | 646             | 2,29       | 45114           |
| Єлизаветин             | Рожищенський      | Носачевичівська сільська рада       | 0724584604  | 391             |            | 45193           |
| Жабка                  | Ківерцівський     | Луцька міська громада               | 0721885803  | 239             | 0,674      | 45288           |
| Жабче                  | Горохівський      | Жабченська сільська рада            | 0720881701  | 429             | 9,85       | 45753           |
| Жашковичі              | Іваничівський     | Павлівська сільська громада         | 0721181401  | 580             | 12,1       | 45331           |
| Жидичин                | Ківерцівський     | Жидичинська сільська громада        | 0721882701  | 1396            | 2,803      | 45240           |
| Жиричі                 | Ратнівський       | Жиричівська сільська рада           | 0724283001  | 2292            |            | 44141           |
| Житані                 | Володимирський    | Зимнівська сільська громада         | 0720586002  | 257             |            | 44785           |
| Житнівка               | Камінь-Каширський | Гуто-Боровенська сільська громада   | 0721480302  | 482             | 1,596      | 44546           |
| Жмудче                 | Ковельський       | Голобська селищна громада           | 0722188004  | 354             | 1,329      | 45089           |
| Жорнище                | Ківерцівський     | Жорнищенська сільська рада          | 0721882901  | 959             | 2,59       | 45264           |
| Жуковець               | Горохівський      | Скірченська сільська рада           | 0720887204  | 110             | 5,83       | 45729           |
| Журавець               | Локачинський      | Затурцівська сільська громада       | 0722485802  | 110             |            | 45505           |
| Журавичі               | Ківерцівський     | Журавичівська сільська рада         | 0721883101  | 1309            | 2,954      | 45213           |
| Журавлине              | Старовижівський   | Смідинська сільська громада         | 0725081801  | 514             | 3,035      | 44455           |
| Журавники              | Горохівський      | Журавниківська сільська рада        | 00720881601 | 842             | 16,3       | 45737           |
| Забара                 | Рожищенський      | Переспівська сільська рада          | 0724585004  | 95              | 0,189      | 45192           |
| Заболоття              | Володимирський    | Устилузька міська громада           | 0720585602  | 80              | 0,706      | 44784           |
| Заболоття              | Любомльський      | Головненська селищна громада        | 0723381301  | 686             | 2,69       | 44321           |
| Заболотці              | Іваничівський     | Литовезька сільська громада         | 0721181801  | 1027            | 22,4       | 45328           |
| Заболотці              | Луцький           | Заборольська сільська громада       | 0722887502  | 162             | 0,44       | 45693           |
| Забороль               | Луцький           | Заборольська сільська громада       | 0722881801  | 1346            | 3,83       | 45623           |
| Заброди                | Ківерцівський     | Ківерцівська міська громада         | 0721886607  | 86              | 0,356      | 45289           |
| Заброди                | Ратнівський       | Забродівська сільська громада       | 0724283401  | 853             | 2,157      | 44160           |
| Забужжя                | Любомльський      | Рівненська сільська громада         | 0723381501  | 829             | 2,18       | 44310           |
| Завидів                | Іваничівський     | Павлівська сільська громада         | 0721182001  | 658             | 13         | 45346           |
| Завітне                | Ківерцівський     | Тростянецька сільська громада       | 0721883301  | 445             | 1,525      | 45221           |
| Загаї                  | Горохівський      | Городищенська сільська громада      | 0720884603  | 126             | 6,57       | 45780           |
| Загорівка              | Маневицький       | Довжицька сільська рада             | 0723682204  | 111             | 0,29       | 44605           |
| Задиби                 | Турійський        | Селецька сільська рада              | 0725586003  | 212             | 1,423      | 44890           |
| Задолина               | Ратнівський       | Забродівська сільська громада       | 0724280802  | 102             | 0,347      | 44186           |
| Заіванове              | Ратнівський       | Забродівська сільська громада       | 0724280803  | 28              | 0,297      | 44185           |
| Залаззя                | Любешівський      | Любешівська селищна громада         | 0723185201  | 1847            |            | 44244           |
| Залазько               | Камінь-Каширський | Осівцівська сільська рада           | 0721485803  | 82              | 0,659      | 44507           |
| Залисиця               | Ратнівський       | Самарівська сільська громада        | 0724285303  | 78              |            | 44184           |
| Залізниця              | Любешівський      | Любешівська селищна громада         | 0723185601  | 1423            | 3,27       | 44253           |
| Заліси                 | Ратнівський       | Заболоттівська селищна громада      | 0724283701  | 1427            | 3,771      | 44144           |
| Залісоче               | Ківерцівський     | Дідичівська сільська рада           | 0721881605  | 725             | 1,635      | 45262           |
| Залісся                | Камінь-Каширський | Заліська сільська рада              | 0721483701  | 1323            | 46,140     | 44541           |
| Залісся                | Шацький           | Пульмівська сільська рада           | 0725784603  | 272             | 0,537      | 44045           |
| Залісці                | Рожищенський      | Копачівська сільська громада        | 0724582101  | 504             | 1,565      | 45143           |
| Залісці                | Турійський        | Луківська селищна громада           | 0725582903  | 65              | 0,663      | 44889           |
| Залужжя                | Володимирський    | Устилузька міська громада           | 0720510402  | 305             | 0,835      | 44783           |
| Залужне                | Локачинський      | Замличівська сільська рада          | 0722482205  | 291             | 0,923      | 45506           |
| Залухів                | Ратнівський       | Самарівська сільська громада        | 0724283901  | 424             | 1,37       | 44120           |
| Залюття                | Ратнівський       | Забродівська сільська громада       | 0724288204  | 105             | 1,037      | 44183           |
| Залюття                | Старовижівський   | Дубечненська сільська громада       | 0725081302  | 481             | 2,012      | 44461           |
| Замлиння               | Любомльський      | Вишнівська сільська громада         | 0723387203  | 233             | 0,64       | 44328           |
| Замличі                | Локачинський      | Замличівська сільська рада          | 0722482201  | 307             | 1,086      | 45531           |
| Замости                | Турійський        | Оваднівська сільська громада        | 0725580802  | 96              | 0,464      | 44888           |
| Замостя                | Маневицький       | Прилісненська сільська громада      | 0723682802  | 303             | 0,652      | 44606           |
| Замшани                | Ратнівський       | Забродівська сільська громада       | 0724284201  | 2435            | 3,358      | 44153           |
| Занивське              | Ратнівський       | Самарівська сільська громада        | 0724286905  | 132             | 0,252      | 44182           |
| Заозерне               | Любомльський      | Згоранська сільська рада            | 0723382203  | 330             | 1,27       | 44329           |
| Запілля                | Любомльський      | Любомльська міська громада          | 0723381701  | 656             | 1,47       | 44331           |
| Запілля                | Ратнівський       | Велимченська сільська громада       | 0724282602  | 150             | 1,041      | 44181           |
| Запоківне              | Ратнівський       | Кортеліська сільська рада           | 0724285205  | 167             | 1,601      | 44180           |
| Заприп'ять             | Ратнівський       | Самарівська сільська громада        | 0724283902  | 114             | 0,663      | 44179           |
| Запруддя               | Камінь-Каширський | Сошичненська сільська громада       | 0721486902  | 246             | 1,563      | 44508           |
| Запуст                 | Локачинський      | Війницька сільська громада          | 0722484407  | 122             | 0,37       | 45507           |
| Заріка                 | Любешівський      | Любешівська селищна громада         | 0723155102  | 227             | 0,7        | 44246           |
| Заріччя                | Володимирський    | Зарічанська сільська громада        | 0720581601  | 1590            | 3,93       | 44740           |
| Заріччя                | Ковельський       | Тойкутська сільська рада            | 0722182805  | 359             |            | 45021           |
| Заріччя                | Маневицький       | Великоосницька сільська рада        | 0723681102  | 382             | 1,57       | 44607           |
| Зарудчі                | Любешівський      | Любешівська селищна громада         | 0723186101  | 1190            | 17,01      | 44213           |
| Застав'є               | Любомльський      | Любомльська міська громада          | 0723383704  | 106             | 0,48       | 44333           |
| Заставне               | Іваничівський     | Литовезька сільська громада         | 0721182201  | 850             | 20,3       | 45329           |
| Затишшя                | Шацький           | Піщанська сільська рада             | 0725783902  | 260             | 0,155      | 44046           |
| Затурці                | Локачинський      | Затурцівська сільська громада       | 0722482401  | 1917            | 4,46       | 45523           |
| Зачернеччя             | Любомльський      | Зачернецька сільська рада           | 0723381901  | 618             | 1,67       | 44340           |
| Защитів                | Локачинський      | Конюхівська сільська рада           | 0722483902  | 104             | 0,333      | 45536           |
| Заячиці                | Локачинський      | Заячицівська сільська рада          | 0722482601  | 459             |            | 45532           |
| Заячівка               | Ковельський       | Поворська сільська громада          | 0722187403  | 150             | 0,963      | 45016           |
| Звиняче                | Горохівський      | Звиняченська сільська рада          | 0720882001  | 1165            | 24,25      | 45725           |
| Звірів                 | Ківерцівський     | Звірівська сільська рада            | 0721883601  | 670             | 3,464      | 45250           |
| Звози                  | Ківерцівський     | Ківерцівська міська громада         | 0721886802  | 390             | 2,33       | 45290           |
| Згорани                | Любомльський      | Згоранська сільська рада            | 0723382201  | 1381            | 3          | 44313           |
| Здомишель              | Ратнівський       | Здомишельська сільська рада         | 0724284501  | 914             | 1,247      | 44150           |
| Зелена                 | Ковельський       | Зеленська сільська рада             | 0722182601  | 758             | 21,97      | 45060           |
| Зелене                 | Горохівський      | Смолявська сільська рада            | 0720887602  | 480             | 8,36       | 45762           |
| Зеленолужне            | Горохівський      | Пустомитівська сільська рада        | 0720886402  | 158             | 4,64       | 45752           |
| Зимне                  | Володимирський    | Зимнівська сільська громада         | 0720582001  | 943             | 2,32       | 44752           |
| Зілове                 | Турійський        | Луківська селищна громада           | 0725582904  | 60              | 0,416      | 44887           |
| Зміїнець               | Луцький           | Княгининівська сільська громада     | 0722883703  | 1350            | 1,33       | 45632           |
| Знамирівка             | Ківерцівський     | Цуманська селищна громада           | 0721887602  | 298             | 0,662      | 45216           |
| Зоря                   | Володимирський    | Устилузька міська громада           | 0720581801  | 338             | 9,42       | 44714           |
| Зоряне                 | Ратнівський       | Забродівська сільська громада       | 0724285803  | 237             | 1,579      | 44178           |
| Зубильне               | Локачинський      | Затурцівська сільська громада       | 0722482801  | 455             | 2,83       | 45521           |
| Іванів                 | Іваничівський     | Поромівська сільська громада        | 0721180404  | 62              | 0,74       | 45309           |
| Іванівка               | Горохівський      | Горішненська сільська рада          | 0720881402  | 186             | 8,52       | 45756           |
| Іванівка               | Іваничівський     | Іваничівська селищна громада        | 0721183405  | 393             | 8,7        | 45316           |
| Іванівка               | Ковельський       | Білашівська сільська рада           | 0722180403  | 25              | 0,03       | 45804           |
| Іванівка               | Рожищенський      | Літогощанська сільська рада         | 0724583202  | 287             | 0,76       | 45111           |
| Іваномисль             | Камінь-Каширський | Полицівська сільська рада           | 0721486402  | 457             | 2,967      | 44509           |
| Іванчиці               | Рожищенський      | Іванчицівська сільська рада         | 0724582601  | 313             | 2,202      | 45191           |
| Ізов                   | Володимирський    | Устилузька міська громада           | 0720585003  | 172             | 0,091      | 44782           |
| Кадище                 | Ківерцівський     | Цуманська селищна громада           | 0721855701  | 465             | 1,01       | 45234           |
| Каливиця               | Любешівський      | Малоглушанська сільська рада        | 0723186607  | 83              | 0,201      | 44206           |
| Калинівка              | Ковельський       | Люблинецька селищна громада         | 0722155703  | 10              |            | 45803           |
| Калинівка              | Маневицький       | Колківська селищна громада          | 0723685902  | 174             | 8,1        | 44608           |
| Калиновник             | Ковельський       | Голобська селищна громада           | 0722155303  | 44              |            | 45019           |
| Кам'янка               | Шацький           | Піщанська сільська рада             | 0725783903  | 134             |            | 44047           |
| Кам'януха              | Маневицький       | Будківська сільська рада            | 0723680602  | 390             | 12,78      | 44609           |
| Карасин                | Камінь-Каширський | Сошичненська сільська громада       | 0721484301  | 1226            | 3,092      | 44572           |
| Карасин                | Маневицький       | Прилісненська сільська громада      | 0723682801  | 732             | 2,234      | 44612           |
| Карпилівка             | Камінь-Каширський | Сошичненська сільська громада       | 0721484302  | 2037            | 3,486      | 44574           |
| Карпилівка             | Ківерцівський     | Карпилівська сільська рада          | 0721883801  | 1699            | 2,75       | 45232           |
| Качин                  | Камінь-Каширський | Качинська сільська рада             | 0721484601  | 910             | 6,134      | 44542           |
| Кашівка                | Ковельський       | Велицька сільська громада           | 0722187802  | 458             | 2,003      | 45035           |
| Квасів                 | Горохівський      | Квасівська сільська рада            | 0720882401  | 575             | 17,46      | 45735           |
| Квасовиця              | Локачинський      | Затурцівська сільська громада       | 0722482404  | 105             | 33         | 45509           |
| Квітневе               | Рожищенський      | Щуринська сільська рада             | 0724587202  | 475             | 16,67      | 45131           |
| Кисилин                | Локачинський      | Затурцівська сільська громада       | 0722483201  | 331             |            | 45514           |
| Кияж                   | Рожищенський      | Доросинівська сільська громада      | 0724581903  | 348             | 11,43      | 45190           |
| Кладнів                | Володимирський    | Устилузька міська громада           | 0720584002  | 4               |            | 44781           |
| Клевецьк               | Турійський        | Ружинська сільська рада             | 0725585603  | 70              | 1,086      | 44886           |
| Клепачів               | Ківерцівський     | Жидичинська сільська громада        | 0721885003  | 451             | 1,424      | 45291           |
| Кличковичі             | Турійський        | Луківська селищна громада           | 0725582905  | 41              | 0,697      | 44885           |
| Клітицьк               | Камінь-Каширський | Клітицька сільська рада             | 0721484801  | 344             | 1,219      | 44550           |
| Клопочин               | Іваничівський     | Павлівська сільська громада         | 0721187903  | 329             | 5,4        | 45317           |
| Клубочин               | Ківерцівський     | Цуманська селищна громада           | 0721886203  | 155             | 0,746      | 45292           |
| Клюськ                 | Турійський        | Клюська сільська рада               | 0725581301  | 270             | 1,691      | 44803           |
| Княгининок             | Луцький           | Княгининівська сільська громада     | 0722883701  | 2168            | 25,44      | 45630           |
| Кобче                  | Рожищенський      | Кобченська сільська рада            | 0724582801  | 273             | 1,05       | 45189           |
| Ковбань                | Горохівський      | Новосілківська сільська рада        | 0720884802  | 103             | 0,875      | 45738           |
| Когильне               | Володимирський    | Зимнівська сільська громада         | 0720583203  | 335             | 1,37       | 44780           |
| Козин                  | Рожищенський      | Рудко-Козинська сільська рада       | 0724585603  | 391             |            | 45188           |
| Козлиничі              | Ковельський       | Поворська сільська громада          | 0722183201  | 506             | 2,68       | 45045           |
| Козлиничі              | Маневицький       | Цмінівська сільська рада            | 0723687602  | 453             | 1,797      | 44633           |
| Козлів                 | Локачинський      | Козлівська сільська рада            | 0722483401  | 431             |            | 45533           |
| Козовата               | Ратнівський       | Самарівська сільська громада        | 0724286906  | 179             | 0,625      | 44177           |
| Козятин                | Горохівський      | Лемешівська сільська рада           | 0720883006  | 240             | 7,372      | 45758           |
| Колмів                 | Горохівський      | Лобачівська сільська рада           | 0720883203  | 263             | 0,648      | 45785           |
| Колодеже               | Горохівський      | Колодеженська сільська рада         | 0720882801  | 584             | 24,18      | 45751           |
| Колодії                | Маневицький       | Костюхнівська сільська рада         | 0723683403  | 436             | 0,776      | 44669           |
| Колодниця              | Ковельський       | Білинська сільська рада             | 0722180802  | 199             |            | 45037           |
| Колодяжне              | Ковельський       | Колодяжненська сільська громада     | 0722183601  | 720             |            | 45061           |
| Колона                 | Іваничівський     | Павлівська сільська громада         | 0721182301  | 605             | 17         | 45332           |
| Колпитів               | Локачинський      | Привітненська сільська громада      | 0722483701  | 611             | 2,861      | 45551           |
| Комарів                | Турійський        | Луківська селищна громада           | 0725583603  | 349             | 1,522      | 44884           |
| Комарове               | Маневицький       | Комарівська сільська рада           | 0723683001  | 931             | 2,49       | 44651           |
| Комарове               | Ратнівський       | Прохідська сільська рада            | 0724286003  | 488             | 1,363      | 44107           |
| Комарове               | Старовижівський   | Сереховичівська сільська громада    | 0725085502  | 251             | 1,382      | 44462           |
| Конище                 | Ратнівський       | Прохідська сільська рада            | 0724286005  | 554             | 0,675      | 44106           |
| Конопелька             | Ківерцівський     | Ківерцівська міська громада         | 0721886609  | 73              | 0,621      | 45293           |
| Конюхи                 | Локачинський      | Конюхівська сільська рада           | 0722483901  | 780             | 3,298      | 45550           |
| Копачівка              | Рожищенський      | Копачівська сільська громада        | 0724582901  | 1327            | 3,93       | 45150           |
| Копилля                | Маневицький       | Копиллівська сільська рада          | 0723683201  | 878             | 52,330     | 44660           |
| Коритниця              | Володимирський    | Устилузька міська громада           | 0720584003  | 367             |            | 44711           |
| Коритниця              | Локачинський      | Привітненська сільська громада      | 0722484602  | 367             |            | 45544           |
| Корсині                | Рожищенський      | Літогощанська сільська рада         | 0724583203  | 176             | 0,45       | 45187           |
| Кортеліси              | Ратнівський       | Кортеліська сільська рада           | 0724285201  | 1213            | 4,145      | 44111           |
| Коршів                 | Луцький           | Коршівська сільська рада            | 0722882901  | 683             | 2,64       | 45651           |
| Коршовець              | Луцький           | Боратинська сільська громада        | 0722885103  | 350             | 0,872      | 45661           |
| Косиці                 | Ратнівський       | Кортеліська сільська рада           | 0724285206  | 11              | 0,234      | 44116           |
| Космівка               | Іваничівський     | Поромівська сільська громада        | 0721187704  | 99              | 4,3        | 45318           |
| Костюхнівка            | Маневицький       | Костюхнівська сільська рада         | 0723683401  | 546             | 1,107      | 44630           |
| Котів                  | Ківерцівський     | Дернівська сільська рада            | 0721882002  | 449             | 0,994      | 45294           |
| Котуш                  | Камінь-Каширський | Хотешівська сільська рада           | 0721487902  | 262             | 0,68       | 44527           |
| Коцюри                 | Любомльський      | Вишнівська сільська громада         | 0723380404  | 315             | 1,18       | 44334           |
| Кошари                 | Шацький           | Пульмівська сільська рада           | 0725784604  | 60              | 0,259      | 44048           |
| Кошів                  | Луцький           | Торчинська селищна громада          | 0722886002  | 218             | 0,81       | 45694           |
| Красів                 | Горохівський      | Звиняченська сільська рада          | 0720882002  | 328             | 14,45      | 45783           |
| Краска                 | Ратнівський       | Здомишельська сільська рада         | 0724284502  | 390             | 0,602      | 44176           |
| Красний Бір            | Шацький           | Ростанська сільська рада            | 0725785002  | 11              | 0,64       | 44049           |
| Краснилівка            | Камінь-Каширський | Бузаківська сільська рада           | 0721480802  | 480             | 1,95       | 44519           |
| Красноволя             | Ковельський       | Дубівська сільська громада          | 0722181403  | 113             |            | 45038           |
| Красноволя             | Любомльський      | Любомльська міська громада          | 0723381702  | 121             | 0,38       | 44335           |
| Красноволя             | Маневицький       | Красновільська сільська рада        | 0723683501  | 801             |            | 44654           |
| Краснодуб'я            | Ковельський       | Люблинецька селищна громада         | 0722189302  | 17              |            | 45802           |
| Красностав             | Володимирський    | Оваднівська сільська громада        | 0720582201  | 517             | 2,217      | 44723           |
| Крать                  | Турійський        | Овлочинська сільська рада           | 0725583902  | 247             | 1,747      | 44883           |
| Кременець              | Рожищенський      | Копачівська сільська громада        | 0724583001  | 891             | 2,363      | 45151           |
| Кремеш                 | Локачинський      | Заячицівська сільська рада          | 0722482603  | 362             |            | 45516           |
| Кречів                 | Іваничівський     | Литовезька сільська громада         | 0721183202  | 310             | 13         | 45319           |
| Кривлин                | Ковельський       | Велицька сільська громада           | 0722184302  | 170             |            | 45041           |
| Крижівка               | Рожищенський      | Луківська сільська рада             | 0724583502  | 549             |            | 45116           |
| Крижова                | Горохівський      | Квасівська сільська рада            | 0720882402  | 51              | 5,4        | 45782           |
| Кримне                 | Камінь-Каширський | Броницька сільська рада             | 0721480603  | 742             | 2,427      | 44581           |
| Кримне                 | Старовижівський   | Дубечненська сільська громада       | 0725082201  | 1815            | 8,086      | 44420           |
| Криничне               | Маневицький       | Колківська селищна громада          | 0723688702  | 515             | 15,27      | 44672           |
| Кричевичі              | Ковельський       | Колодяжненська сільська громада     | 0722183801  | 818             |            | 45040           |
| Кроватка               | Рожищенський      | Копачівська сільська громада        | 0724583502  | 267             |            | 45168           |
| Кропивники             | Шацький           | Шацька селищна громада              | 0725784203  | 292             | 0,745      | 44050           |
| Кропивщина             | Іваничівський     | Грядівська сільська рада            | 0721181202  | 293             | 3,2        | 45374           |
| Кругель                | Ковельський       | Люблинецька селищна громада         | 0722189303  | 240             |            | 45055           |
| Крупа                  | Луцький           | Княгининівська сільська громада     | 0722884802  | 913             | 3,294      | 45604           |
| Крухиничі              | Локачинський      | Крухиничівська сільська рада        | 0722484001  | 711             | 40,39      | 45508           |
| Крушинець              | Любомльський      | Головненська селищна громада        | 0723381305  | 438             | 1,74       | 44336           |
| Кукли                  | Маневицький       | Куклинська сільська рада            | 0723683601  | 935             | 2,07       | 44640           |
| Кукуріки               | Старовижівський   | Смідинська сільська громада         | 0725084202  | 296             | 1,593      | 44463           |
| Куликовичі             | Маневицький       | Куликовичівська сільська рада       | 0723683801  | 819             | 66,62      | 44653           |
| Кульчин                | Ківерцівський     | Жидичинська сільська громада        | 0721882703  | 1408            | 2,841      | 45241           |
| Кульчин                | Турійський        | Турійська селищна громада           | 0725581701  | 532             |            | 44813           |
| Кумовище               | Горохівський      | Новосілківська сільська рада        | 0720884803  | 34              |            | 45784           |
| Купичів                | Турійський        | Купичівська сільська рада           | 0725582201  | 854             | 2,565      | 44852           |
| Куснища                | Любомльський      | Любомльська міська громада          | 0723382401  | 2010            | 4,19       | 44326           |
| Кустичі                | Турійський        | Соловичівська сільська рада         | 0725586502  | 256             | 0,997      | 44882           |
| Кути                   | Локачинський      | Привітненська сільська громада      | 0722480602  | 108             |            | 45517           |
| Кутрів                 | Горохівський      | Мервинська сільська рада            | 0720883804  | 553             |            | 45781           |
| Кухарі                 | Ковельський       | Велицька сільська громада           | 0722181203  | 341             | 9,8        | 45047           |
| Лаврів                 | Луцький           | Гіркополонківська сільська громада  | 0722883201  | 1164            |            | 45663           |
| Ладинь                 | Любомльський      | Вишнівська сільська громада         | 0723382601  | 218             | 0,98       | 44357           |
| Лапні                  | Ковельський       | Тойкутська сільська рада            | 0722182807  | 208             |            | 45048           |
| Ласків                 | Володимирський    | Зарічанська сільська громада        | 0720582801  | 681             | 0,8        | 44743           |
| Лахвичі                | Любешівський      | Любешівська селищна громада         | 0723188702  | 498             | 0,69       | 44245           |
| Лежниця                | Іваничівський     | Поромівська сільська громада        | 0721184402  | 443             | 5,8        | 45334           |
| Лемешів                | Горохівський      | Лемешівська сільська рада           | 0720883001  | 513             | 8,838      | 45731           |
| Линів                  | Локачинський      | Привітненська сільська громада      | 0722480502  | 428             | 11,96      | 45518           |
| Линівка                | Рожищенський      | Переспівська сільська рада          | 0724585005  | 81              | 0,266      | 45185           |
| Липа                   | Горохівський      | Перемильська сільська рада          | 0720885404  | 354             | 11         | 45786           |
| Липа                   | Турійський        | Маковичівська сільська рада         | 0725582603  | 246             | 0,928      | 44881           |
| Липини                 | Луцький           | Липинська сільська громада          | 0722883401  | 2871            | 1,24       | 45601           |
| Липляни                | Ківерцівський     | Жидичинська сільська громада        | 0721882704  | 490             | 0,849      | 45295           |
| Липне                  | Ківерцівський     | Цуманська селищна громада           | 0721884001  | 1976            | 45,053     | 45212           |
| Лисняки                | Любомльський      | Любомльська міська громада          | 0723381703  | 196             | 0,7        | 44337           |
| Литовеж                | Іваничівський     | Литовезька сільська громада         | 0721182401  | 1507            | 4,267      | 45325           |
| Личани                 | Ківерцівський     | Олицька селищна рада                | 0721855401  | 446             | 2,406      | 45296           |
| Личини                 | Камінь-Каширський | Личинівська сільська рада           | 0721485001  | 681             | 26,733     | 44544           |
| Лички                  | Ківерцівський     | Тростянецька сільська громада       | 0721887203  | 153             | 0,78       | 45297           |
| Лишнівка               | Маневицький       | Прилісненська сільська громада      | 0723684501  | 541             | 2,45       | 44610           |
| Лище                   | Луцький           | Підгайцівська сільська громада      | 0722883601  | 1733            | 4,541      | 45638           |
| Ліски                  | Володимирський    | Оваднівська сільська громада        | 0720580407  | 90              | 0,603      | 44779           |
| Лісняки                | Старовижівський   | Смідинська сільська громада         | 0725085002  | 272             | 1,18       | 44464           |
| Лісове                 | Маневицький       | Лісівська сільська рада             | 0723684001  | 555             | 1,745      | 44635           |
| Літин                  | Турійський        | Туличівська сільська рада           | 0725587603  | 316             | 2,58       | 44880           |
| Літогоща               | Рожищенський      | Літогощанська сільська рада         | 0724583201  | 294             | 0,8        | 45184           |
| Лобачівка              | Горохівський      | Лобачівська сільська рада           | 0720883201  | 841             | 1,339      | 45760           |
| Лобна                  | Любешівський      | Любешівська селищна громада         | 0723185602  | 684             | 2,76       | 44254           |
| Ловища                 | Турійський        | Новодвірська сільська рада          | 0725583403  | 192             | 0,893      | 44879           |
| Локутки                | Любомльський      | Рівненська сільська громада         | 0723381505  | 82              | 0,22       | 44338           |
| Ломачанка              | Ковельський       | Колодяжненська сільська громада     | 0722183802  | 237             |            | 45049           |
| Лугове                 | Іваничівський     | Іваничівська селищна громада        | 0721183407  | 240             | 5,7        | 45360           |
| Лудин                  | Володимирський    | Устилузька міська громада           | 0720583401  | 565             | 1,3        | 44732           |
| Луків                  | Рожищенський      | Луківська сільська рада             | 0724583501  | 449             |            | 45115           |
| Луківка                | Ковельський       | Поворська сільська громада          | 0722183203  | 247             | 1,52       | 45078           |
| Луковичі               | Іваничівський     | Луковичівська сільська рада         | 0721182801  | 454             | 10,3       | 45330           |
| Лучиці                 | Луцький           | Боратинська сільська громада        | 0722885104  | 140             | 0,297      | 45695           |
| Лучичі                 | Ратнівський       | Забродівська сільська громада       | 0724283402  | 706             | 1,656      | 44161           |
| Льотниче               | Володимирський    | Зимнівська сільська громада         | 0720583201  | 1168            | 1,83       | 44750           |
| Любешівська Воля       | Любешівський      | Любешівська селищна громада         | 0723186301  | 544             | 1,59       | 44212           |
| Любитів                | Ковельський       | Любитівська сільська рада           | 0722184001  | 1436            |            | 45063           |
| Люботин                | Любешівський      | Любешівська селищна громада         | 0723183602  | 127             |            | 44207           |
| Любохини               | Старовижівський   | Любохинівська сільська рада         | 0725082501  | 2036            | 7,044      | 44422           |
| Любче                  | Ковельський       | Тойкутська сільська рада            | 0722182809  | 58              |            | 45056           |
| Любче                  | Рожищенський      | Копачівська сільська громада        | 0724583701  | 744             | 20,769     | 45142           |
| Люб'язь                | Любешівський      | Люб'язівська сільська рада          | 0723186401  | 1061            | 1,268      | 44235           |
| Людмильпіль            | Володимирський    | Оваднівська сільська громада        | 0720582205  | 78              | 0,337      | 44778           |
| Лютка                  | Старовижівський   | Дубечненська сільська громада       | 0725081303  | 170             | 2,062      | 44465           |
| Майдан                 | Ковельський       | Голобська селищна громада           | 0722184201  | 192             |            | 45093           |
| Майдан                 | Маневицький       | Троянівська сільська рада           | 0723687303  | 183             | 0,407      | 44698           |
| Майдан-Липненський     | Маневицький       | Гораймівська сільська рада          | 0723681902  | 335             | 0,48       | 44697           |
| Маковичі               | Турійський        | Маковичівська сільська рада         | 0725582601  | 273             | 1,231      | 44863           |
| Мала Ведмежка          | Маневицький       | Цмінівська сільська рада            | 0723687603  | 131             | 5,4        | 44696           |
| Мала Глуша             | Любешівський      | Малоглушанська сільська рада        | 0723186601  | 1547            | 3,902      | 44224           |
| Мала Осниця            | Маневицький       | Великоосницька сільська рада        | 0723681103  | 377             | 1,16       | 44695           |
| Мала Яблунька          | Маневицький       | Довжицька сільська рада             | 0723682205  | 153             | 0,26       | 44694           |
| Мале Оріхове           | Ратнівський       | Самарівська сільська громада        | 0724287105  | 78              | 0,693      | 44175           |
| Малий Обзир            | Камінь-Каширський | Гуто-Боровенська сільська громада   | 0721481002  | 70              | 0,243      | 44545           |
| Малий Окорськ          | Локачинський      | Затурцівська сільська громада       | 0722482405  | 100             | 34         | 45519           |
| Малий Порськ           | Ковельський       | Голобська селищна громада           | 0722188005  | 260             | 1,181      | 45057           |
| Малинівка              | Рожищенський      | Переспівська сільська рада          | 0724585006  | 220             | 0,674      | 45124           |
| Малі Голоби            | Камінь-Каширський | Гуто-Боровенська сільська громада   | 0721483102  | 291             | 1,033      | 44528           |
| Маньків                | Локачинський      | Затурцівська сільська громада       | 0722485803  | 893             |            | 45522           |
| Марія-Воля             | Володимирський    | Зимнівська сільська громада         | 0720585302  | 84              | 0,34       | 44777           |
| Маркелівка             | Володимирський    | Оваднівська сільська громада        | 0720584404  | 97              |            | 44776           |
| Марковичі              | Горохівський      | Скобелківська сільська рада         | 0720887403  | 391             | 9,9        | 45787           |
| Марковичі              | Локачинський      | Марковичівська сільська рада        | 0722484201  | 355             |            | 45525           |
| Маркостав              | Володимирський    | Зимнівська сільська громада         | 0720581302  | 102             | 0,553      | 44775           |
| Мартинівка             | Луцький           | Городищенська сільська громада      | 0722881705  | 80              | 0,19       | 45696           |
| Маруся                 | Горохівський      | Городищенська сільська громада      | 0720884605  | 19              | 2,38       | 45788           |
| Мар'янівка             | Ковельський       | Голобська селищна громада           | 0722188404  | 71              |            | 45058           |
| Мар'янівка             | Маневицький       | Колківська селищна громада          | 0723685903  | 77              | 5,85       | 44693           |
| Масловець              | Любомльський      | Головненська селищна громада        | 0723355301  | 567             | 1,8        | 44325           |
| Матейки                | Маневицький       | Красновільська сільська рада        | 0723683502  | 580             |            | 44656           |
| Машів                  | Любомльський      | Вишнівська сільська громада         | 0723382801  | 735             | 3,55       | 44343           |
| Межисить               | Ратнівський       | Самарівська сільська громада        | 0724285301  | 703             | 1,559      | 44124           |
| Мельники               | Старовижівський   | Старовижівська селищна громада      | 0725055102  | 57              | 0,673      | 44466           |
| Мельники               | Шацький           | Шацька селищна громада              | 0725755103  | 1192            | 1,806      | 44008           |
| Мельники-Мостище       | Камінь-Каширський | Мельнико-Мостищенська сільська рада | 0721485201  | 756             | 2,638      | 44514           |
| Мельники-Річицькі      | Ратнівський       | Забродівська сільська громада       | 0724286402  | 803             | 1,058      | 44135           |
| Мельниця               | Ковельський       | Велицька сільська громада           | 0722184301  | 573             |            | 45080           |
| Менчичі                | Іваничівський     | Іваничівська селищна громада        | 0721186802  | 474             | 9,6        | 45361           |
| Мерва                  | Горохівський      | Мервинська сільська рада            | 0720883801  | 269             | 1,4        | 45766           |
| Метельне               | Ківерцівський     | Олицька селищна рада                | 0721855402  | 714             | 2,129      | 45272           |
| Мизове                 | Старовижівський   | Старовижівська селищна громада      | 0725082901  | 1093            | 5,196      | 44452           |
| Микитичі               | Володимирський    | Устилузька міська громада           | 0720584001  | 393             | 3          | 44710           |
| Микове                 | Ківерцівський     | Журавичівська сільська рада         | 0721883103  | 180             | 0,673      | 45298           |
| Микуличі               | Володимирський    | Зимнівська сільська громада         | 0720586602  | 452             | 2,405      | 44761           |
| Миловань               | Любомльський      | Рівненська сільська громада         | 0723381003  | 270             | 0,68       | 44339           |
| Милушин                | Луцький           | Княгининівська сільська громада     | 0722883704  | 218             | 0,48       | 45697           |
| Милуші                 | Луцький           | Княгининівська сільська громада     | 0722883705  | 765             | 0,87       | 45631           |
| Мильськ                | Рожищенський      | Мильська сільська рада              | 0724584101  | 466             | 1,901      | 45117           |
| Мильці                 | Старовижівський   | Соколищенська сільська рада         | 0725085402  | 190             | 0,977      | 44467           |
| Миляновичі             | Турійський        | Луківська селищна громада           | 0725582901  | 306             | 2,158      | 44820           |
| Милятин                | Іваничівський     | Павлівська сільська громада         | 0721183001  | 660             | 12,1       | 45347           |
| Мирин                  | Ковельський       | Велицька сільська громада           | 0722184303  | 115             |            | 45059           |
| Мирків                 | Горохівський      | Мирківська сільська рада            | 0720884001  | 629             | 18,2       | 45732           |
| Мирне                  | Горохівський      | Мирненська сільська рада            | 0720884401  | 1744            | 33,03      | 45711           |
| Мировичі               | Турійський        | Турійська селищна громада           | 0725581703  | 76              | 0,453      | 44878           |
| Мирославка             | Рожищенський      | Переспівська сільська рада          | 0724585007  | 92              | 0,19       | 45182           |
| Мислина                | Ковельський       | Дубівська сільська громада          | 0722185602  | 42              |            | 45017           |
| Мислині                | Горохівський      | Новосілківська сільська рада        | 0720884804  | 270             | 11,2       | 45789           |
| Михайлин               | Рожищенський      | Топільненська сільська рада         | 0724586904  | 112             | 0,45       | 45145           |
| Михайлівка             | Локачинський      | Війницька сільська громада          | 0722481203  | 227             | 0,6        | 45526           |
| Михайлівка             | Луцький           | Смолигівська сільська громада       | 0722886603  | 60              | 0,376      | 45698           |
| Михалє                 | Іваничівський     | Поромівська сільська громада        | 0721184407  | 203             | 5,2        | 45362           |
| Михлин                 | Горохівський      | Городищенська сільська громада      | 0720884601  | 325             | 9,15       | 45714           |
| Мишів                  | Іваничівський     | Іваничівська селищна громада        | 0721183401  | 884             | 12,7       | 45326           |
| Міжгайці               | Любешівський      | Любешівська селищна громада         | 0723185603  | 399             | 1,1        | 44208           |
| Міжгір'я               | Локачинський      | Марковичівська сільська рада        | 0722484203  | 91              | 58,4       | 45527           |
| Міжлісся               | Володимирський    | Війницька сільська громада          | 0720580807  | 61              | 0,259      | 44761           |
| Млинище                | Іваничівський     | Поромівська сільська громада        | 0721184403  | 258             | 6,1        | 45363           |
| Млинове                | Ратнівський       | Млинівська сільська рада            | 0724285501  | 511             | 2,192      | 44110           |
| Мовники                | Іваничівський     | Литовезька сільська громада         | 0721183201  | 398             | 1,4        | 45315           |
| Мовчанів               | Локачинський      | Марковичівська сільська рада        | 0722485804  | 192             |            | 45528           |
| Мокре                  | Старовижівський   | Дубечненська сільська громада       | 0725081304  | 790             | 4,879      | 44414           |
| Мокрець                | Турійський        | Мокрецька сільська рада             | 0725583101  | 728             | 3,112      | 44840           |
| Молодівка              | Турійський        | Туличівська сільська рада           | 0725587604  | 20              | 0,5        | 44877           |
| Морозовичі             | Іваничівський     | Поромівська сільська громада        | 0721183301  | 929             | 6,3        | 45314           |
| Мосир                  | Любомльський      | Вишнівська сільська громада         | 0723382602  | 365             | 1,98       | 44346           |
| Мостище                | Камінь-Каширський | Мельнико-Мостищенська сільська рада | 0721485202  | 684             | 2,223      | 44515           |
| Моташівка              | Луцький           | Княгининівська сільська громада     | 0722883706  | 25              | 0,15       | 45699           |
| Мочалки                | Турійський        | Маковичівська сільська рада         | 0725582605  | 236             | 1,255      | 44876           |
| Мощаниця               | Ківерцівський     | Дернівська сільська рада            | 0721882003  | 304             | 1,001      | 45299           |
| Мощена                 | Ковельський       | Люблинецька селищна громада         | 0722184601  | 583             | 1,05       | 45030           |
| Мстишин                | Луцький           | Боратинська сільська громада        | 0722885105  | 273             | 0,62       | 45662           |
| Мукошин                | Любешівський      | Любешівська селищна громада         | 0723183603  | 443             |            | 44231           |
| Муравище               | Ківерцівський     | Ківерцівська міська громада         | 0721886611  | 636             | 1,358      | 45273           |
| Мшанець                | Любомльський      | Головненська селищна громада        | 0723383105  | 238             | 1,38       | 44347           |
| Набруска               | Маневицький       | Новорудська сільська рада           | 0723685103  | 229             | 11,38      | 44692           |
| Навіз                  | Рожищенський      | Навізька сільська рада              | 0724584401  | 1085            | 3,32       | 45112           |
| Надрічне               | Камінь-Каширський | Гуто-Боровенська сільська громада   | 0721480303  | 22              | 0,219      | 44529           |
| Наталин                | Горохівський      | Колодеженська сільська рада         | 0720882803  | 191             | 8,14       | 45790           |
| Небіжка                | Ківерцівський     | Жидичинська сільська громада        | 0721885005  | 260             | 0,786      | 45270           |
| Невір                  | Любешівський      | Великоглушанська сільська рада      | 0723182602  | 539             |            | 44223           |
| Незвір                 | Рожищенський      | Луківська сільська рада             | 0724583503  | 238             |            | 45181           |
| Немир                  | Рожищенський      | Доросинівська сільська громада      | 0724584501  | 493             |            | 45122           |
| Несвіч                 | Луцький           | Городищенська сільська громада      | 0722884001  | 806             | 2,719      | 45652           |
| Нехвороща              | Володимирський    | Зимнівська сільська громада         | 0720586003  | 239             |            | 44773           |
| Ниви-Губинські         | Горохівський      | Губинська Перша сільська рада       | 0720881507  | 141             | 4,57       | 45791           |
| Низкиничі              | Іваничівський     | Грядівська сільська рада            | 0721181203  | 731             | 8,2        | 45321           |
| Низькі Цевеличі        | Локачинський      | Дорогиничівська сільська рада       | 0722481805  | 129             |            | 45529           |
| Нири                   | Турійський        | Купичівська сільська рада           | 0725582202  | 124             | 0,831      | 44875           |
| Ниці                   | Старовижівський   | Сереховичівська сільська громада    | 0725085503  | 343             | 2,359      | 44434           |
| Нічогівка              | Маневицький       | Красновільська сільська рада        | 0723683503  | 529             |            | 44657           |
| Нова Вижва             | Старовижівський   | Старовижівська селищна громада      | 0725083201  | 638             | 6,961      | 44408           |
| Нова Воля              | Старовижівський   | Сереховичівська сільська громада    | 0725084803  | 53              | 0,476      | 44469           |
| Нова Лішня             | Іваничівський     | Поромівська сільська громада        | 0721187705  | 261             | 4          | 45364           |
| Нова Руда              | Маневицький       | Новорудська сільська рада           | 0723685101  | 532             | 24,68      | 44620           |
| Новий Двір             | Турійський        | Новодвірська сільська рада          | 0725583401  | 469             | 1,895      | 44861           |
| Новий Загорів          | Локачинський      | Старозагорівська сільська рада      | 0722485202  | 529             | 2,635      | 45535           |
| Новий Зборишів         | Горохівський      | Галичанська сільська рада           | 0720881302  | 145             | 5,137      | 45792           |
| Новий Мосир            | Ковельський       | Голобська селищна громада           | 0722185201  | 219             |            | 45092           |
| Новини                 | Володимирський    | Устилузька міська громада           | 0720584004  | 111             |            | 44772           |
| Нові Березичі          | Любешівський      | Любешівська селищна громада         | 0723180502  | 232             | 1,289      | 44209           |
| Нові Кошари            | Ковельський       | Люблинецька селищна громада         | 0722189304  | 158             |            | 45067           |
| Нові Підцаревичі       | Маневицький       | Великоведмезька сільська рада       | 0723680902  | 406             | 16,6       | 44689           |
| Нові Червища           | Камінь-Каширський | Новочервищанська сільська рада      | 0721485401  | 1243            | 2,75       | 44560           |
| Новокотів              | Луцький           | Підгайцівська сільська громада      | 0722885604  | 321             | 1,24       | 45689           |
| Новосілки              | Володимирський    | Зарічанська сільська громада        | 0720581603  | 562             | 1,557      | 44741           |
| Новосілки              | Горохівський      | Новосілківська сільська рада        | 0720884801  | 531             | 1,185      | 45754           |
| Новосілки              | Маневицький       | Комарівська сільська рада           | 0723683002  | 484             | 1,58       | 44652           |
| Новосілки              | Турійський        | Луківська селищна громада           | 0725583601  | 333             | 1,608      | 44811           |
| Новостав               | Горохівський      | Горішненська сільська рада          | 0720881403  | 480             | 14,97      | 45793           |
| Новостав               | Луцький           | Боратинська сільська громада        | 0722880705  | 602             | 18         | 45671           |
| Новоугрузьке           | Любомльський      | Рівненська сільська громада         | 0723381506  | 194             | 0,7        | 44348           |
| Новоукраїнка           | Маневицький       | Колківська селищна громада          | 0723685904  | 211             | 9,55       | 44662           |
| Носачевичі             | Рожищенський      | Носачевичівська сільська рада       | 0724584601  | 289             | 0,183      | 45108           |
| Носовичі               | Ківерцівський     | Жорнищенська сільська рада          | 0721882902  | 315             | 0,648      | 45217           |
| Нудиже                 | Любомльський      | Головненська селищна громада        | 0723383101  | 809             | 2,29       | 44320           |
| Нужель                 | Ковельський       | Голобська селищна громада           | 0722155304  | 272             |            | 45068           |
| Нуйно                  | Камінь-Каширський | Нуйнівська сільська рада            | 0721485601  | 1681            | 44,81      | 44540           |
| Обенижі                | Турійський        | Соловичівська сільська рада         | 0725586503  | 620             | 2,561      | 44835           |
| Облапи                 | Ковельський       | Дубівська сільська громада          | 0722185601  | 916             |            | 45023           |
| Овадне                 | Володимирський    | Оваднівська сільська громада        | 0720584401  | 1256            | 1,66       | 44720           |
| Овлочин                | Турійський        | Овлочинська сільська рада           | 0725583901  | 581             | 4,441      | 44830           |
| Одеради                | Ківерцівський     | Покащівська сільська рада           | 0721885402  | 356             | 1,625      | 45275           |
| Одеради                | Луцький           | Заборольська сільська громада       | 0722884301  | 339             |            | 45642           |
| Озденіж                | Рожищенський      | Іванчицівська сільська рада         | 0724582602  | 189             | 1,68       | 45180           |
| Оздів                  | Луцький           | Гіркополонківська сільська громада  | 0722881602  | 490             | 1,485      | 45688           |
| Озерне                 | Ковельський       | Поворська сільська громада          | 0722187404  | 332             | 2,076      | 45051           |
| Озеро                  | Ківерцівський     | Тростянецька сільська громада       | 0721884801  | 690             | 3,616      | 45222           |
| Озерце                 | Ківерцівський     | Жидичинська сільська громада        | 0721885001  | 416             | 1,166      | 45242           |
| Озерці                 | Горохівський      | Рачинська сільська рада             | 0720886902  | 575             | 16,128     | 45722           |
| Озеряни                | Луцький           | Баківцівська сільська рада          | 0722880503  | 286             | 1,01       | 45687           |
| Озеряни                | Турійський        | Озерянська сільська рада            | 0725584201  | 417             | 1,889      | 44860           |
| Озютичі                | Локачинський      | Війницька сільська громада          | 0722484401  | 428             | 1,59       | 45515           |
| Окачеве                | Ратнівський       | Забродівська сільська громада       | 0724288206  | 207             | 0,864      | 44174           |
| Оконськ                | Маневицький       | Оконська сільська рада              | 0723685301  | 1229            | 2,35       | 44603           |
| Октавин                | Володимирський    | Зимнівська сільська громада         | 0720582003  | 4               | 5,46       | 44795           |
| Окунин                 | Турійський        | Луківська селищна громада           | 0725583604  | 166             | 0,841      | 44874           |
| Олександрівка          | Луцький           | Заборольська сільська громада       | 0722881805  | 112             | 0,633      | 45686           |
| Олександрівка          | Рожищенський      | Копачівська сільська громада        | 0724582907  | 248             | 0,8        | 45179           |
| Олександрія            | Камінь-Каширський | Качинська сільська рада             | 0721484605  | 191             | 1,695      | 44576           |
| Олександрія            | Ківерцівський     | Звірівська сільська рада            | 0721883603  | 112             | 0,665      | 45276           |
| Олексіївка             | Камінь-Каширський | Камінь-Каширська міська рада        | 0721410101  | 562             | 1,283      | 44518           |
| Оленине                | Камінь-Каширський | Гуто-Боровенська сільська громада   | 0721485701  | 1057            | 31,99      | 44563           |
| Оленівка               | Рожищенський      | Пожарківська сільська рада          | 0724585202  | 350             | 0,3        | 45178           |
| Олеськ                 | Любомльський      | Вишнівська сільська громада         | 0723383301  | 856             | 3,65       | 44356           |
| Олешковичі             | Рожищенський      | Носачевичівська сільська рада       | 0724584605  | 86              | 5,01       | 45146           |
| Ольганівка             | Рожищенський      | Руднянська сільська рада            | 0724585903  | 234             | 1,3        | 45177           |
| Ольшани                | Камінь-Каширський | Осівцівська сільська рада           | 0721485805  | 162             | 0,54       | 44536           |
| Омельне                | Ківерцівський     | Тростянецька сільська громада       | 0721884301  | 809             | 3,064      | 45210           |
| Омельне                | Шацький           | Світязька сільська рада             | 0725785602  | 244             | 0,458      | 44051           |
| Орані                  | Володимирський    | Зарічанська сільська громада        | 0720581604  | 23              | 0,365      | 44771           |
| Орищі                  | Іваничівський     | Луковичівська сільська рада         | 0721182803  | 451             | 9,4        | 45365           |
| Оса                    | Турійський        | Боблівська сільська рада            | 0725580402  | 249             | 1,954      | 44843           |
| Осекрів                | Турійський        | Маковичівська сільська рада         | 0725582607  | 112             | 0,535      | 44873           |
| Осереби                | Турійський        | Турійська селищна громада           | 0725585302  | 161             | 0,54       | 44872           |
| Осівці                 | Камінь-Каширський | Осівцівська сільська рада           | 0721485801  | 1638            | 2,811      | 44522           |
| Осмиловичі             | Іваничівський     | Поромівська сільська громада        | 0721187706  | 397             | 7,4        | 45366           |
| Острів                 | Ківерцівський     | Тростянецька сільська громада       | 0721887204  | 228             | 0,96       | 45277           |
| Острівок               | Володимирський    | Зимнівська сільська громада         | 0720583204  | 611             | 1,42       | 44751           |
| Острівок               | Камінь-Каширський | Черченська сільська рада            | 0721488602  | 373             | 1,848      | 44539           |
| Острів'я               | Шацький           | Піщанська сільська рада             | 0725783904  | 525             | 0,49       | 44011           |
| Острови                | Маневицький       | Колківська селищна громада          | 0723685905  | 233             | 12,95      | 44691           |
| Осьмиговичі            | Турійський        | Новодвірська сільська рада          | 0725583404  | 515             | 2,096      | 44862           |
| Охлопів                | Горохівський      | Квасівська сільська рада            | 0720882403  | 561             | 10,54      | 45736           |
| Охнівка                | Володимирський    | Оваднівська сільська громада        | 0720580409  | 373             | 1,33       | 44770           |
| Охотин                 | Луцький           | Заборольська сільська громада       | 0722887503  | 263             | 0,57       | 45685           |
| Охотники               | Турійський        | Турійська селищна громада           | 0725585303  | 122             | 0,732      | 44871           |
| Ощів                   | Горохівський      | Терешківцівська сільська рада       | 0720887703  | 480             | 9,22       | 45749           |
| Павлівка               | Іваничівський     | Павлівська сільська громада         | 0721183801  | 914             | 12,1       | 45342           |
| Павловичі              | Локачинський      | Війницька сільська громада          | 0722481204  | 617             | 0,618      | 45511           |
| Пальче                 | Ківерцівський     | Хорлупівська сільська рада          | 0721888003  | 388             | 1,906      | 45252           |
| Паридуби               | Старовижівський   | Смідинська сільська громада         | 0725085003  | 386             | 1,611      | 44454           |
| Партизанське           | Ковельський       | Голобська селищна громада           | 0722185205  | 98              |            | 45069           |
| Пархоменкове           | Володимирський    | Устилузька міська громада           | 0720510403  | 60              | 0,258      | 44769           |
| Перевали               | Турійський        | Турійська селищна громада           | 0725585301  | 373             | 1,234      | 44812           |
| Перевісся              | Турійський        | Луківська селищна громада           | 0725582906  | 136             | 0,851      | 44870           |
| Перемиль               | Горохівський      | Перемильська сільська рада          | 0720885401  | 1041            | 15,62      | 45763           |
| Пересіка               | Турійський        | Озерянська сільська рада            | 0725584202  | 105             | 0,644      | 44869           |
| Переславичі            | Іваничівський     | Павлівська сільська громада         | 0721184201  | 646             | 10,3       | 45344           |
| Переспа                | Рожищенський      | Переспівська сільська рада          | 0724585001  | 1099            | 2,444      | 45123           |
| Перешпа                | Шацький           | Ростанська сільська рада            | 0725785003  | 89              | 3,12       | 44052           |
| Перковичі              | Ковельський       | Білашівська сільська рада           | 0722180404  | 202             |            | 45072           |
| Петрове                | Іваничівський     | Поромівська сільська громада        | 0721184404  | 238             | 6,9        | 45367           |
| Пехи                   | Шацький           | Шацька селищна громада              | 0725785402  | 258             | 0,269      | 44052           |
| Печихвости             | Горохівський      | Печихвостівська сільська рада       | 0720886001  | 997             | 17,99      | 45734           |
| Пильгани               | Горохівський      | Скригівська сільська рада           | 0720887503  | 274             | 8,54       | 45757           |
| Писарева Воля          | Володимирський    | Оваднівська сільська громада        | 0720580411  | 21              | 0,239      | 44768           |
| Підбереззя             | Горохівський      | Підберезівська сільська рада        | 0720886201  | 1020            | 22,7       | 45730           |
| Підбороччя             | Камінь-Каширський | Черченська сільська рада            | 0721488603  | 581             | 2,153      | 44511           |
| Підгайці               | Володимирський    | Зимнівська сільська громада         | 0720586603  | 168             | 0,75       | 44755           |
| Підгайці               | Луцький           | Підгайцівська сільська громада      | 0722884801  | 3085            | 4,416      | 45602           |
| Підгаття               | Маневицький       | Цмінівська сільська рада            | 0723687604  | 155             | 0,912      | 44690           |
| Підгірне               | Рожищенський      | Копачівська сільська громада        | 0724580303  | 310             | 0,457      | 45176           |
| Підгір'я               | Ратнівський       | Забродівська сільська громада       | 0724288207  | 480             | 1,083      | 44123           |
| Підгородне             | Любомльський      | Любомльська міська громада          | 0723383701  | 389             | 1,38       | 44342           |
| Піддубці               | Луцький           | Піддубцівська сільська рада         | 0722885001  | 1037            |            | 45635           |
| Підкормілля            | Любешівський      | Любешівська селищна громада         | 0723186103  | 822             | 18,105     | 44214           |
| Підманове              | Шацький           | Світязька сільська рада             | 0725785603  | 472             | 0,47       | 44022           |
| Підліси                | Ковельський       | Велицька сільська громада           | 0722188605  | 240             | 0,651      | 45087           |
| Підліски               | Рожищенський      | Копачівська сільська громада        | 0724582903  | 16              | 0,24       | 45175           |
| Підлісся               | Любомльський      | Рівненська сільська громада         | 0723381004  | 120             | 0,43       | 44349           |
| Підріжжя               | Ковельський       | Велицька сільська громада           | 0722187801  | 733             | 3,36       | 45054           |
| Підріччя               | Камінь-Каширський | Раково-Ліська сільська рада         | 0721486602  | 663             | 2,302      | 44525           |
| Підсинівка             | Старовижівський   | Соколищенська сільська рада         | 0725085403  | 170             | 1,139      | 44431           |
| Підцир'я               | Камінь-Каширський | Камінь-Каширська міська рада        | 0721410102  | 764             | 2,834      | 44506           |
| Під'язівні             | Ратнівський       | Самарівська сільська громада        | 0724286908  | 20              | 0,492      | 44173           |
| Пірванче               | Горохівський      | Пірванченська сільська рада         | 0720886101  | 669             | 22,71      | 45733           |
| Піски                  | Горохівський      | Пісківська сільська рада            | 0720885801  | 730             | 17,206     | 45767           |
| Піски-Річицькі         | Ратнівський       | Забродівська сільська громада       | 0724286403  | 554             | 0,798      | 44134           |
| Пісочне                | Ковельський       | Поворська сільська громада          | 0722187001  | 811             | 5,7        | 45052           |
| Піща                   | Шацький           | Піщанська сільська рада             | 0725783901  | 1162            | 0,9        | 44010           |
| Піщане                 | Камінь-Каширський | Піщанська сільська рада             | 0721485901  | 1332            |            | 44565           |
| Плоске                 | Шацький           | Шацька селищна громада              | 0725784204  | 148             | 0,323      | 44054           |
| Пнівне                 | Камінь-Каширський | Пнівненська сільська рада           | 0721486201  | 583             | 2,47       | 44531           |
| Поворськ               | Ковельський       | Поворська сільська громада          | 0722187401  | 1875            | 6,335      | 45050           |
| Погіньки               | Ковельський       | Голобська селищна громада           | 0722155305  | 205             |            | 45077           |
| Погулянка              | Любешівський      | Великоглушанська сільська рада      | 0723182603  | 579             | 0,171      | 44222           |
| Погулянка              | Маневицький       | Красновільська сільська рада        | 0723683504  | 307             |            | 44688           |
| Пожарки                | Рожищенський      | Пожарківська сільська рада          | 0724585201  | 709             | 1,75       | 45140           |
| Пожог                  | Любешівський      | Любешівська селищна громада         | 0723186104  | 105             | 8,04       | 44297           |
| Покащів                | Ківерцівський     | Покащівська сільська рада           | 0721885401  | 1025            | 2,839      | 45253           |
| Полапи                 | Любомльський      | Рівненська сільська громада         | 0723383901  | 1083            | 4          | 44315           |
| Полиці                 | Камінь-Каширський | Полицівська сільська рада           | 0721486401  | 742             | 4,173      | 44552           |
| Поліське               | Старовижівський   | Старовижівська селищна громада      | 0725084001  | 459             | 2,174      | 44416           |
| Положеве               | Шацький           | Шацька селищна громада              | 0725785403  | 257             | 0,391      | 44014           |
| Полонка                | Луцький           | Гіркополонківська сільська громада  | 0722881603  | 1125            | 0,826      | 45608           |
| Полум'яне              | Володимирський    | Устилузька міська громада           | 0720585604  | 87              |            | 44766           |
| Полюхне                | Горохівський      | Печихвостівська сільська рада       | 0720886002  | 188             | 7,97       | 45794           |
| Поляна                 | Турійський        | Новодвірська сільська рада          | 0725583405  | 69              | 0,863      | 44868           |
| Поничів                | Володимирський    | Зимнівська сільська громада         | 0720583205  | 213             | 1,31       | 44765           |
| Поповичі               | Ковельський       | Голобська селищна громада           | 0722188001  | 350             | 1,054      | 45090           |
| Поромів                | Іваничівський     | Поромівська сільська громада        | 0721184401  | 839             | 17,2       | 45311           |
| Поступель              | Ратнівський       | Забродівська сільська громада       | 0724285801  | 745             | 2,024      | 44163           |
| Почапи                 | Любомльський      | Рівненська сільська громада         | 0723384001  | 458             | 1,69       | 44341           |
| Почапи                 | Ратнівський       | Самарівська сільська громада        | 0724283903  | 132             | 0,764      | 44172           |
| Привітне               | Локачинський      | Привітненська сільська громада      | 0722484601  | 1351            | 2,031      | 45543           |
| Прилісне               | Маневицький       | Прилісненська сільська громада      | 0723685501  | 3120            | 52,82      | 44614           |
| Прилуцьке              | Ківерцівський     | Луцька міська громада               | 0721885801  | 1691            | 2,925      | 45243           |
| Прип'ять               | Шацький           | Шацька селищна громада              | 0725784201  | 591             |            | 44030           |
| Приріччя               | Любомльський      | Вишнівська сільська громада         | 0723387204  | 48              | 0,18       | 44398           |
| Промінь                | Луцький           | Боратинська сільська громада        | 0722885101  | 527             | 0,976      | 45660           |
| Прохід                 | Ратнівський       | Прохідська сільська рада            | 0724286001  | 697             | 0,932      | 44108           |
| Проходи                | Любешівський      | Любешівська селищна громада         | 0723182803  | 820             | 0,57       | 44296           |
| Пулемець               | Шацький           | Пулемецька сільська рада            | 0725784501  | 667             | 1,875      | 44013           |
| Пульмо                 | Шацький           | Пульмівська сільська рада           | 0725784601  | 1403            | 2,225      | 44020           |
| Пустинка               | Любомльський      | Вишнівська сільська громада         | 0723382603  | 63              | 0,599      | 44397           |
| Пустомити              | Горохівський      | Пустомитівська сільська рада        | 0720886401  | 641             | 12,36      | 45720           |
| Путилівка              | Ківерцівський     | Дернівська сільська рада            | 0721882004  | 100             | 0,27       | 45278           |
| П'ятидні               | Володимирський    | Устилузька міська громада           | 0720584801  | 841             | 13         | 44730           |
| П'ятикори              | Локачинський      | Дорогиничівська сільська рада       | 0722481806  | 406             |            | 45537           |
| Радехів                | Любомльський      | Вишнівська сільська громада         | 0723384701  | 667             | 0,41       | 44353           |
| Радовичі               | Іваничівський     | Павлівська сільська громада         | 0721184601  | 451             | 9,2        | 45333           |
| Радовичі               | Турійський        | Туличівська сільська рада           | 0725587605  | 382             | 2,214      | 44867           |
| Радомишль              | Луцький           | Радомишльська сільська рада         | 0722885201  | 805             | 1,827      | 45664           |
| Радошин                | Ковельський       | Голобська селищна громада           | 0722188401  | 494             |            | 45074           |
| Радошинка              | Камінь-Каширський | Стобихівська сільська рада          | 0721487103  | 245             | 1,767      | 44573           |
| Раймісто               | Рожищенський      | Доросинівська сільська громада      | 0724584505  | 235             |            | 45174           |
| Раків Ліс              | Камінь-Каширський | Раково-Ліська сільська рада         | 0721486601  | 3072            | 5,446      | 44524           |
| Растів                 | Турійський        | Турійська селищна громада           | 0725580903  | 243             | 1,339      | 44814           |
| Ратнів                 | Луцький           | Гіркополонківська сільська громада  | 0722885401  | 890             | 2,17       | 45650           |
| Рачин                  | Горохівський      | Рачинська сільська рада             | 0720886901  | 386             | 14,617     | 45721           |
| Ревушки                | Турійський        | Боблівська сільська рада            | 0725580403  | 190             | 1,016      | 44866           |
| Ржищів                 | Горохівський      | Мар'янівська селищна громада        | 0720880803  | 584             | 12,02      | 45771           |
| Риковичі               | Іваничівський     | Павлівська сільська громада         | 0721185601  | 1024            | 24         | 45340           |
| Римачі                 | Любомльський      | Вишнівська сільська громада         | 0723384801  | 942             |            | 44350           |
| Рівне                  | Любомльський      | Рівненська сільська громада         | 0723384901  | 873             | 2,84       | 44332           |
| Річиця                 | Ратнівський       | Забродівська сільська громада       | 0724286401  | 1285            | 2,544      | 44133           |
| Рованці                | Луцький           | Боратинська сільська громада        | 0722880707  | 1188            | 17         | 45606           |
| Роговичі               | Локачинський      | Козлівська сільська рада            | 0722481806  | 73              |            | 45538           |
| Рогові Смоляри         | Любомльський      | Рівненська сільська громада         | 0723385907  | 214             | 0,77       | 44395           |
| Рогожани               | Володимирський    | Устилузька міська громада           | 0720585001  | 398             |            | 44733           |
| Розничі                | Маневицький       | Колківська селищна громада          | 0723686402  | 804             |            | 44664           |
| Рокита                 | Старовижівський   | Дубечненська сільська громада       | 0725081305  | 806             | 3,2        | 44413           |
| Рокитниця              | Володимирський    | Устилузька міська громада           | 0720583409  | 187             | 0,4        | 44764           |
| Рокитниця              | Ковельський       | Любитівська сільська рада           | 0722184004  | 362             |            | 45064           |
| Романів                | Луцький           | Підгайцівська сільська громада      | 0722885601  | 774             | 1,07       | 45637           |
| Романів                | Рожищенський      | Городинівська сільська рада         | 0724581402  | 102             | 6,01       | 45173           |
| Романівка              | Іваничівський     | Іваничівська селищна громада        | 0721155102  | 76              |            | 45368           |
| Романівка              | Луцький           | Радомишльська сільська рада         | 0722885203  | 95              | 0,87       | 45684           |
| Ромашківка             | Ківерцівський     | Дубищенська сільська рада           | 0721882405  | 253             | 0,64       | 45279           |
| Ростань                | Шацький           | Ростанська сільська рада            | 0725785001  | 410             | 1,158      | 44012           |
| Руда                   | Любомльський      | Хворостівська сільська рада         | 0723386502  | 586             |            | 44345           |
| Руда                   | Турійський        | Оваднівська сільська громада        | 0725580803  | 62              | 0,387      | 44865           |
| Рудка                  | Любешівський      | Любешівська селищна громада         | 0723155105  | 425             | 0,95       | 44295           |
| Рудка                  | Маневицький       | Будківська сільська рада            | 0723680603  | 261             | 12         | 44687           |
| Рудка                  | Старовижівський   | Старовижівська селищна громада      | 0725083202  | 184             | 1,247      | 44468           |
| Рудка-Козинська        | Рожищенський      | Рудко-Козинська сільська рада       | 0724585601  | 752             |            | 45141           |
| Рудка-Миринська        | Ковельський       | Велицька сільська громада           | 0722184304  | 145             |            | 45076           |
| Рудка-Червинська       | Камінь-Каширський | Новочервищанська сільська рада      | 0721485402  | 573             | 1,64       | 44561           |
| Рудники                | Маневицький       | Колківська селищна громада          | 0723685901  | 1461            | 46,429     | 44682           |
| Рудня                  | Рожищенський      | Руднянська сільська рада            | 0724585901  | 618             | 2,09       | 45106           |
| Рудня                  | Старовижівський   | Смідинська сільська громада         | 0725084201  | 247             | 1,135      | 44450           |
| Ружин                  | Турійський        | Ружинська сільська рада             | 0725585601  | 319             | 1,733      | 44822           |
| Русів                  | Володимирський    | Устилузька міська громада           | 0720586703  | 130             |            | 44709           |
| Руснів                 | Володимирський    | Зимнівська сільська громада         | 0720581303  | 309             | 1,009      | 44724           |
| Русовичі               | Іваничівський     | Поромівська сільська громада        | 0721183305  | 17              | 4,1        | 45369           |
| Садів                  | Луцький           | Торчинська селищна громада          | 0722886001  | 827             | 1,67       | 45640           |
| Садівські Дубини       | Локачинський      | Затурцівська сільська громада       | 0722486304  | 67              | 0,75       | 45539           |
| Самари                 | Ратнівський       | Самарівська сільська громада        | 0724286901  | 1497            | 2,011      | 44113           |
| Самари-Оріхові         | Ратнівський       | Самарівська сільська громада        | 0724287101  | 1082            | 1,807      | 44115           |
| Самійличі              | Шацький           | Шацька селищна громада              | 0725785401  | 398             | 0,835      | 44031           |
| Самоволя               | Іваничівський     | Павлівська сільська громада         | 0721183803  | 388             | 7,4        | 45370           |
| Сапогове               | Ківерцівський     | Луцька міська громада               | 0721885804  | 195             | 0,331      | 45265           |
| Сарнівка               | Луцький           | Смолигівська сільська громада       | 0722886203  | 350             | 1,189      | 45683           |
| Сваловичі              | Любешівський      | Любешівська селищна громада         | 0723187602  | 23              | 0,23       | 44294           |
| Свидники               | Ковельський       | Голобська селищна громада           | 0722188006  | 171             | 0,435      | 45091           |
| Свинарин               | Турійський        | Купичівська сільська рада           | 0725582203  | 425             | 2,545      | 44853           |
| Свійчів                | Володимирський    | Оваднівська сільська громада        | 0720581507  | 397             | 1,19       | 44725           |
| Світле                 | Ковельський       | Поворська сільська громада          | 0722188802  | 105             |            | 45015           |
| Світязь                | Шацький           | Світязька сільська рада             | 0725785601  | 1845            | 2,386      | 44021           |
| Северинівка            | Маневицький       | Куклинська сільська рада            | 0723683602  | 252             | 0,936      | 44686           |
| Седлище                | Любешівський      | Любешівська селищна громада         | 0723186801  | 1217            | 2,29       | 44255           |
| Седлище                | Старовижівський   | Старовижівська селищна громада      | 0725084601  | 705             | 3,078      | 44441           |
| Секунь                 | Старовижівський   | Секунська сільська рада             | 0725084701  | 590             | 2,724      | 44444           |
| Селець                 | Володимирський    | Зимнівська сільська громада         | 0720585301  | 418             | 0,962      | 44753           |
| Селець                 | Турійський        | Селецька сільська рада              | 0725586001  | 514             | 2,351      | 44804           |
| Селіски                | Володимирський    | Устилузька міська громада           | 0720581805  | 81              | 2,22       | 44727           |
| Селісок                | Любешівський      | Любешівська селищна громада         | 0723186105  | 295             | 10,02      | 44215           |
| Семки                  | Маневицький       | Колківська селищна громада          | 0723686403  | 218             | 14,85      | 44685           |
| Семеринське            | Локачинський      | Затурцівська сільська громада       | 0722482802  | 193             | 1,016      | 45542           |
| Сергіївка              | Горохівський      | Жабченська сільська рада            | 0720881705  | 90              | 6          | 45795           |
| Серебряниця            | Турійський        | Туличівська сільська рада           | 0725587606  | 5               | 0,065      | 44864           |
| Сереховичі             | Старовижівський   | Сереховичівська сільська громада    | 0725084801  | 883             | 5,543      | 44442           |
| Серкізів               | Турійський        | Маковичівська сільська рада         | 0725582609  | 36              | 0,551      | 44859           |
| Серхів                 | Маневицький       | Прилісненська сільська громада      | 0723686201  | 556             | 0,127      | 44611           |
| Сильне                 | Ківерцівський     | Цуманська селищна громада           | 0721886201  | 619             | 2,529      | 45230           |
| Сильне                 | Любомльський      | Згоранська сільська рада            | 0723382204  | 475             | 2,21       | 44314           |
| Синове                 | Старовижівський   | Сереховичівська сільська громада    | 0725086001  | 636             | 3,52       | 44430           |
| Синявка                | Турійський        | Новодвірська сільська рада          | 0725583406  | 180             | 0,609      | 44858           |
| Сирники                | Луцький           | Княгининівська сільська громада     | 0722883707  | 546             | 0,83       | 45633           |
| Ситниця                | Маневицький       | Колківська селищна громада          | 0723686404  | 605             | 20,4       | 44665           |
| Ситовичі               | Ковельський       | Поворська сільська громада          | 0722188801  | 332             |            | 45053           |
| Сільце                 | Горохівський      | Журавниківська сільська рада        | 0720888603  | 793             | 18,5       | 45743           |
| Сільце                 | Ковельський       | Велицька сільська громада           | 0722188601  | 468             | 1,752      | 45082           |
| Сільце                 | Ратнівський       | Гірниківська сільська рада          | 0724281803  | 608             | 1,54       | 44131           |
| Сільця-Млинівські      | Ратнівський       | Млинівська сільська рада            | 0724285505  | 94              | 0,356      | 44171           |
| Сірнички               | Локачинський      | Затурцівська сільська громада       | 0722482803  | 103             | 0,76       | 45545           |
| Скабарівщина           | Горохівський      | Печихвостівська сільська рада       | 0720886003  | 4               | 0,8        | 45796           |
| Скиби                  | Любомльський      | Любомльська міська громада          | 0723380202  | 524             | 15         | 44309           |
| Скірче                 | Горохівський      | Скірченська сільська рада           | 0720887201  | 503             | 15,86      | 45710           |
| Скобелка               | Горохівський      | Скобелківська сільська рада         | 0720887401  | 1602            | 21,39      | 45703           |
| Скреготівка            | Ківерцівський     | Грем'яченська сільська рада         | 0721881302  | 456             | 1,623      | 45266           |
| Скригове               | Горохівський      | Скригівська сільська рада           | 0720887501  | 402             | 9,02       | 45772           |
| Скрипиця               | Любомльський      | Головненська селищна громада        | 0723355303  | 226             | 1,23       | 44394           |
| Скулин                 | Ковельський       | Колодяжненська сільська громада     | 0722189001  | 943             | 3,97       | 45043           |
| Славне                 | Ківерцівський     | Ківерцівська міська громада         | 0721886803  | 121             | 0,55       | 45267           |
| Словатичі              | Ківерцівський     | Ківерцівська міська громада         | 0721886804  | 378             | 1,725      | 45268           |
| Смідин                 | Старовижівський   | Смідинська сільська громада         | 0725085001  | 1865            | 6,428      | 44453           |
| Смолигів               | Луцький           | Смолигівська сільська громада       | 0722886201  | 496             | 1,418      | 45614           |
| Смолява                | Горохівський      | Смолявська сільська рада            | 0720887601  | 707             | 9,86       | 45761           |
| Смоляри-Світязькі      | Шацький           | Грабівська сільська рада            | 0725780904  | 279             | 0,409      | 44055           |
| Смолярі                | Старовижівський   | Старовижівська селищна громада      | 0725085203  | 1028            | 4,337      | 44425           |
| Сокиричі               | Ківерцівський     | Ківерцівська міська громада         | 0721886601  | 640             | 2,24       | 45223           |
| Сокіл                  | Любомльський      | Рівненська сільська громада         | 0723383902  | 146             | 1,26       | 44393           |
| Сокіл                  | Рожищенський      | Сокільська сільська рада            | 0724586201  | 797             | 4,02       | 45113           |
| Соколище               | Старовижівський   | Соколищенська сільська рада         | 0725085401  | 232             | 1,261      | 44432           |
| Соловичі               | Турійський        | Соловичівська сільська рада         | 0725586501  | 589             | 2,418      | 44833           |
| Солов'ї                | Старовижівський   | Сереховичівська сільська громада    | 0725085501  | 337             | 3,107      | 44433           |
| Солотвин               | Ковельський       | Голобська селищна громада           | 0722184205  | 194             |            | 45079           |
| Сомин                  | Турійський        | Луківська селищна громада           | 0725586701  | 252             | 1,167      | 44857           |
| Соснина                | Іваничівський     | Іваничівська селищна громада        | 0721186801  | 601             | 12,8       | 45323           |
| Соснівка               | Камінь-Каширський | Пнівненська сільська рада           | 0721486205  | 467             | 1,451      | 44537           |
| Софіївка               | Горохівський      | Вільхівська сільська рада           | 0720885007  | 115             | 4,5        | 45797           |
| Софіянівка             | Маневицький       | Черевахівська сільська рада         | 0723687902  | 72              | 0,37       | 44684           |
| Сошичне                | Камінь-Каширський | Сошичненська сільська громада       | 0721486901  | 1917            | 6,478      | 44543           |
| Ставище                | Камінь-Каширський | Качинська сільська рада             | 0721484602  | 154             | 1,271      | 44577           |
| Ставки                 | Турійський        | Овлочинська сільська рада           | 0725583903  | 488             | 3,01       | 44831           |
| Ставок                 | Ківерцівський     | Дернівська сільська рада            | 0721882005  | 351             | 0,425      | 45269           |
| Ставок                 | Турійський        | Турійська селищна громада           | 0725581705  | 130             | 0,759      | 44856           |
| Стара Гута             | Старовижівський   | Старогутівська сільська рада        | 0725085801  | 1161            | 3,06       | 44423           |
| Стара Лішня            | Іваничівський     | Поромівська сільська громада        | 0721187701  | 324             | 9,1        | 45312           |
| Старий Загорів         | Локачинський      | Старозагорівська сільська рада      | 0722485201  | 747             | 2,341      | 45534           |
| Старий Мосир           | Ковельський       | Голобська селищна громада           | 0722185207  | 148             |            | 45018           |
| Старий Порицьк         | Іваничівський     | Павлівська сільська громада         | 0721187901  | 435             | 12,6       | 45343           |
| Старий Чорторийськ     | Маневицький       | Старочорторийська сільська рада     | 0723686601  | 1829            | 2,55       | 44636           |
| Старики                | Горохівський      | Перемильська сільська рада          | 0720885405  | 596             | 7,19       | 45764           |
| Старі Кошари           | Ковельський       | Люблинецька селищна громада         | 0722189301  | 476             |            | 45033           |
| Старі Червища          | Камінь-Каширський | Тоболівська сільська рада           | 0721487402  | 409             | 0,977      | 44538           |
| Старовойтове           | Любомльський      | Рівненська сільська громада         | 0723384903  | 225             | 0,716      | 44392           |
| Старосілля             | Іваничівський     | Павлівська сільська громада         | 0721183805  | 371             | 6,5        | 45371           |
| Старосілля             | Маневицький       | Колківська селищна громада          | 0723686401  | 1557            | 30,39      | 44663           |
| Старостав              | Горохівський      | Холонівська сільська рада           | 0720888303  | 189             | 7,3        | 45775           |
| Старостине             | Ратнівський       | Прохідська сільська рада            | 0724286007  | 177             | 0,399      | 44117           |
| Стеблі                 | Ковельський       | Колодяжненська сільська громада     | 0722189003  | 295             | 2,24       | 45010           |
| Стенжаричі             | Володимирський    | Устилузька міська громада           | 0720585601  | 492             | 2,36       | 44712           |
| Стобихва               | Камінь-Каширський | Гуто-Боровенська сільська громада   | 0721481003  | 81              | 0,63       | 44549           |
| Стобихівка             | Камінь-Каширський | Стобихівська сільська рада          | 0721487101  | 998             | 3,335      | 44575           |
| Столинські Смоляри     | Любомльський      | Рівненська сільська громада         | 0723385901  | 661             | 1,41       | 44311           |
| Стрільче               | Горохівський      | Печихвостівська сільська рада       | 0720886004  | 394             | 17,045     | 45776           |
| Струмівка              | Луцький           | Підгайцівська сільська громада      | 0722884803  | 674             | 1,17       | 45603           |
| Студині                | Рожищенський      | Доросинівська сільська громада      | 0724581003  | 186             | 1,47       | 45172           |
| Судче                  | Любешівський      | Любешівська селищна громада         | 0723187201  | 1105            |            | 44250           |
| Сукачі                 | Старовижівський   | Старогутівська сільська рада        | 0725085802  | 327             | 0,853      | 44472           |
| Сусваль                | Володимирський    | Оваднівська сільська громада        | 0720584403  | 626             | 1,96       | 44722           |
| Суськ                  | Ківерцівський     | Ківерцівська міська громада         | 0721886801  | 517             | 2,293      | 45220           |
| Суховоля               | Луцький           | Радомишльська сільська рада         | 0722885204  | 191             | 0,681      | 45682           |
| Суходоли               | Володимирський    | Зарічанська сільська громада        | 0720581605  | 964             | 2,691      | 44742           |
| Сушибаба               | Турійський        | Озерянська сільська рада            | 0725584203  | 122             | 0,898      | 44855           |
| Сьомаки                | Луцький           | Заборольська сільська громада       | 0722884303  | 417             | 0,288      | 45681           |
| Сьомаки                | Старовижівський   | Смідинська сільська громада         | 0725084203  | 175             | 1,382      | 44474           |
| Тагачин                | Турійський        | Клюська сільська рада               | 0725581306  | 295             | 1,53       | 44854           |
| Тарасове               | Луцький           | Заборольська сільська громада       | 0722884303  | 726             |            | 45625           |
| Твердині               | Локачинський      | Затурцівська сільська громада       | 0722483203  | 183             |            | 45546           |
| Твориничі              | Локачинський      | Козлівська сільська рада            | 0722483405  | 172             |            | 45547           |
| Теклине                | Камінь-Каширський | Видричівська сільська рада          | 0721482203  | 531             | 1,544      | 44517           |
| Текля                  | Старовижівський   | Дубечненська сільська громада       | 0725080802  | 722             | 3,593      | 44411           |
| Тельчі                 | Маневицький       | Красновільська сільська рада        | 0723683505  | 592             |            | 44655           |
| Теребовичі             | Ратнівський       | Самарівська сільська громада        | 0724286909  | 135             | 0,558      | 44170           |
| Терехи                 | Любомльський      | Вишнівська сільська громада         | 0723387205  | 109             | 0,55       | 44391           |
| Терешківці             | Горохівський      | Терешківцівська сільська рада       | 0720887701  | 510             | 12,1       | 45724           |
| Тертки                 | Луцький           | Воютинська сільська рада            | 0722881504  |                 |            | 45680           |
| Тихотин                | Рожищенський      | Тихотинська сільська рада           | 0724587001  | 310             | 1,85       | 45125           |
| Тишковичі              | Іваничівський     | Грядівська сільська рада            | 0721181204  | 585             | 8,1        | 45322           |
| Тоболи                 | Камінь-Каширський | Тоболівська сільська рада           | 0721487401  | 1153            | 3,945      | 44554           |
| Тойкут                 | Ковельський       | Тойкутська сільська рада            | 0722182801  | 507             |            | 45085           |
| Топилище               | Іваничівський     | Павлівська сільська громада         | 0721188501  | 522             | 13,4       | 45341           |
| Топільне               | Рожищенський      | Топільненська сільська рада         | 0724586901  | 1348            | 2,58       | 45107           |
| Торговище              | Турійський        | Турійська селищна громада           | 0725585304  | 150             | 0,676      | 44815           |
| Трилісці               | Рожищенський      | Переспівська сільська рада          | 0724585009  | 223             | 0,505      | 45171           |
| Тристень               | Рожищенський      | Щуринська сільська рада             | 0724587203  | 588             | 1,92       | 45132           |
| Тростянець             | Ківерцівський     | Тростянецька сільська громада       | 0721887201  | 843             | 1,443      | 45214           |
| Тростянка              | Володимирський    | Устилузька міська громада           | 0720510404  | 174             | 0,624      | 44728           |
| Тростянка              | Рожищенський      | Копачівська сільська громада        | 0724582904  | 303             | 1,22       | 45170           |
| Троянівка              | Маневицький       | Троянівська сільська рада           | 0723687301  | 899             |            | 44622           |
| Трубки                 | Іваничівський     | Павлівська сільська громада         | 0721184202  | 488             | 8,7        | 45345           |
| Туличів                | Турійський        | Туличівська сільська рада           | 0725587601  | 368             | 2,242      | 44850           |
| Тумин                  | Локачинський      | Війницька сільська громада          | 0722481205  | 419             | 1,626      | 45512           |
| Тупали                 | Турійський        | Луківська селищна громада           | 0725582907  | 187             | 1,468      | 44821           |
| Тур                    | Ратнівський       | Заболоттівська селищна громада      | 0724287601  | 2264            |            | 44140           |
| Туричани               | Турійський        | Дулібівська сільська рада           | 0725581002  | 222             | 0,998      | 44808           |
| Турівка                | Володимирський    | Устилузька міська громада           | 0720585603  | 149             | 0,719      | 44729           |
| Турія                  | Турійський        | Мокрецька сільська рада             | 0725583103  | 160             | 0,745      | 44805           |
| Туровичі               | Турійський        | Луківська селищна громада           | 0725582908  | 131             | 1,115      | 44806           |
| Туропин                | Турійський        | Мокрецька сільська рада             | 0725583104  | 544             | 2,19       | 44841           |
| Угли                   | Ковельський       | Велицька сільська громада           | 0722188607  | 249             | 0,828      | 45012           |
| Угриничі               | Любешівський      | Любешівська селищна громада         | 0723186802  | 623             | 1,5        | 44256           |
| Угринів                | Горохівський      | Городищенська сільська громада      | 0720887801  | 731             | 16,358     | 45715           |
| Ужова                  | Рожищенський      | Копачівська сільська громада        | 0724582103  | 115             | 0,51       | 45169           |
| Уляники                | Рожищенський      | Копачівська сільська громада        | 0724587101  | 596             | 2,985      | 45154           |
| Уманці                 | Горохівський      | Пустомитівська сільська рада        | 0720886403  | 174             | 10,06      | 45777           |
| Усичі                  | Луцький           | Торчинська селищна громада          | 0722880902  | 537             | 14,224     | 45622           |
| Усичівські Будки       | Луцький           | Торчинська селищна громада          | 0722880903  | 30              | 5,798      | 45679           |
| Уховецьк               | Ковельський       | Колодяжненська сільська громада     | 0722189501  | 824             | 15         | 45044           |
| Фалемичі               | Володимирський    | Зимнівська сільська громада         | 0720582004  | 231             | 7,2        | 44735           |
| Фаринки                | Камінь-Каширський | Пнівненська сільська рада           | 0721486206  | 693             | 2,811      | 44532           |
| Федорівка              | Володимирський    | Зарічанська сільська громада        | 0720581606  | 569             | 1,527      | 44736           |
| Хабарище               | Ратнівський       | Самарівська сільська громада        | 0724283904  | 97              | 0,554      | 44169           |
| Хворостів              | Володимирський    | Війницька сільська громада          | 0720580809  | 173             | 0,54       | 44737           |
| Хворостів              | Любомльський      | Хворостівська сільська рада         | 0723386501  | 594             | 1,68       | 44344           |
| Хмелів                 | Володимирський    | Зимнівська сільська громада         | 0720586004  | 205             |            | 44738           |
| Хмелівка               | Володимирський    | Зимнівська сільська громада         | 0720586001  | 487             |            | 44762           |
| Хмельницьке            | Горохівський      | Галичанська сільська рада           | 0720881303  | 266             | 7,543      | 45778           |
| Хобултова              | Володимирський    | Зимнівська сільська громада         | 0720586601  | 731             | 3,135      | 44760           |
| Холоневичі             | Ківерцівський     | Цуманська селищна громада           | 0721887601  | 1158            | 3,229      | 45211           |
| Холонів                | Горохівський      | Холонівська сільська рада           | 0720888301  | 846             | 18,6       | 45740           |
| Холопичі               | Локачинський      | Холопичівська сільська рада         | 0722485801  | 1142            | 6,1        | 45520           |
| Хомичі                 | Шацький           | Шацька селищна громада              | 0725785404  | 94              | 0,246      | 44032           |
| Хопнів                 | Ківерцівський     | Тростянецька сільська громада       | 0721887205  | 370             | 2,058      | 45228           |
| Хорів                  | Локачинський      | Старозагорівська сільська рада      | 0722485203  | 352             | 1,736      | 45548           |
| Хорлупи                | Ківерцівський     | Хорлупівська сільська рада          | 0721888001  | 711             | 2,87       | 45251           |
| Хорохорин              | Луцький           | Смолигівська сільська громада       | 0722886601  | 668             | 3,674      | 45610           |
| Хотешів                | Камінь-Каширський | Хотешівська сільська рада           | 0721487901  | 1816            | 54,378     | 44512           |
| Хотивель               | Старовижівський   | Старовижівська селищна громада      | 0725083203  | 115             | 1,153      | 44476           |
| Хотячів                | Володимирський    | Устилузька міська громада           | 0720586701  | 275             | 1,153      | 44739           |
| Хоцунь                 | Любешівський      | Любешівська селищна громада         | 0723187601  | 389             | 0,56       | 44234           |
| Хренів                 | Іваничівський     | Грядівська сільська рада            | 0721181205  | 343             | 4,7        | 45372           |
| Хрипаличі              | Володимирський    | Устилузька міська громада           | 0720584802  | 265             | 7          | 44744           |
| Хрипськ                | Шацький           | Ростанська сільська рада            | 0725785005  | 277             | 0,825      | 44056           |
| Хром'яків              | Ківерцівський     | Дідичівська сільська рада           | 0721881607  | 167             | 0,394      | 45229           |
| Хряськ                 | Маневицький       | Цмінівська сільська рада            | 0723687605  | 724             | 2,644      | 44634           |
| Хутомир                | Любешівський      | Любешівська селищна громада         | 0723182302  | 187             | 9,067      | 44248           |
| Цевеличі               | Локачинський      | Козлівська сільська рада            | 0722483407  | 260             | 1,27       | 45549           |
| Цегів                  | Горохівський      | Мар'янівська селищна громада        | 0720888601  | 974             | 16,02      | 45741           |
| Цеперів                | Луцький           | Боратинська сільська громада        | 0722880303  | 185             | 0,262      | 45678           |
| Цир                    | Любешівський      | Любешівська селищна громада         | 0723188701  | 1207            | 1,78       | 44241           |
| Цміни                  | Маневицький       | Цмінівська сільська рада            | 0723687601  | 945             | 1,64       | 44632           |
| Чаруків                | Луцький           | Чаруківська сільська рада           | 0722886801  | 1163            | 0,341      | 45653           |
| Чевель                 | Старовижівський   | Старовижівська селищна громада      | 0725084003  | 723             | 2,459      | 44415           |
| Чемерин                | Ківерцівський     | Жорнищенська сільська рада          | 0721882903  | 435             | 0,659      | 45239           |
| Череваха               | Маневицький       | Черевахівська сільська рада         | 0723687901  | 837             | 1,18       | 44624           |
| Черемошна Воля         | Любомльський      | Головненська селищна громада        | 0723383106  | 442             | 1,92       | 44322           |
| Черемошне              | Ковельський       | Колодяжненська сільська громада     | 0722183803  | 554             |            | 45014           |
| Черемшанка             | Старовижівський   | Старовижівська селищна громада      | 0725084604  | 100             |            | 44477           |
| Черкаси                | Ковельський       | Люблинецька селищна громада         | 0722184604  | 157             |            | 45020           |
| Черськ                 | Маневицький       | Троянівська сільська рада           | 0723687304  | 543             |            | 44623           |
| Черче                  | Камінь-Каширський | Черченська сільська рада            | 0721488601  | 1705            | 10,432     | 44510           |
| Черчичі                | Володимирський    | Зимнівська сільська громада         | 0720581304  | 205             | 1,054      | 44745           |
| Чесний Хрест           | Володимирський    | Зимнівська сільська громада         | 0720585303  | 221             | 0,548      | 44726           |
| Четвертня              | Маневицький       | Колківська селищна громада          | 0723688701  | 1311            | 23,02      | 44670           |
| Чмикос                 | Любомльський      | Вишнівська сільська громада         | 0723384703  | 325             | 1,15       | 44390           |
| Човниця                | Ківерцівський     | Тростянецька сільська громада       | 0721883302  | 413             | 1,341      | 45246           |
| Чорниж                 | Маневицький       | Чорнижівська сільська рада          | 0723688201  | 1630            | 2,586      | 44680           |
| Чорний Ліс             | Луцький           | Воютинська сільська рада            | 0722881505  | 17              | 0,3        | 45676           |
| Чорників               | Володимирський    | Устилузька міська громада           | 0720583411  | 203             | 0,8        | 44746           |
| Чорніїв                | Турійський        | Купичівська сільська рада           | 0725582204  | 264             | 1,621      | 44807           |
| Чорноплеси             | Любомльський      | Любомльська міська громада          | 0723384003  | 228             | 1,03       | 44389           |
| Шахтарське             | Іваничівський     | Поромівська сільська громада        | 0721180405  | 116             | 9,25       | 45373           |
| Шельвів                | Локачинський      | Затурцівська сільська громада       | 0722486301  | 580             | 2,66       | 45540           |
| Шепель                 | Луцький           | Заборольська сільська громада       | 0722887501  | 455             | 1,16       | 45620           |
| Широке                 | Горохівський      | Мар'янівська селищна громада        | 0720888604  | 455             |            | 45779           |
| Шистів                 | Володимирський    | Зимнівська сільська громада         | 0720582005  | 158             | 0,9        | 44747           |
| Шклинь                 | Горохівський      | Шклинська сільська рада             | 0720889201  | 843             | 14,23      | 45712           |
| Шклинь Другий          | Горохівський      | Шклинська сільська рада             | 0720889205  | 139             | 6,49       | 45798           |
| Шкроби                 | Старовижівський   | Соколищенська сільська рада         | 0725085404  | 251             | 1,646      | 44478           |
| Шкурат                 | Ковельський       | Поворська сільська громада          | 0722183204  | 58              | 0,98       | 45036           |
| Шлапань                | Любешівський      | Дольська сільська рада              | 0723184803  | 163             |            | 44223           |
| Штунь                  | Любомльський      | Вишнівська сільська громада         | 0723387201  | 731             | 2,62       | 44354           |
| Щенятин                | Іваничівський     | Павлівська сільська громада         | 0721184602  | 368             | 5,1        | 45375           |
| Щитинська Воля         | Ратнівський       | Самарівська сільська громада        | 0724283905  | 367             | 2,124      | 44121           |
| Щитинь                 | Любешівський      | Щитинська сільська рада             | 0723189201  | 701             | 6,262      | 44225           |
| Щурин                  | Рожищенський      | Щуринська сільська рада             | 0724587201  | 673             | 2,15       | 45130           |
| Юнівка                 | Локачинський      | Затурцівська сільська громада       | 0722482406  | 216             |            | 45553           |
| Яблунівка              | Рожищенський      | Копачівська сільська громада        | 0724580304  | 122             |            | 45147           |
| Ягідне                 | Турійський        | Оваднівська сільська громада        | 0725580804  | 252             | 1,114      | 44837           |
| Яківці                 | Ківерцівський     | Грем'яченська сільська рада         | 0721881303  | 248             | 1,529      | 45254           |
| Яковичі                | Володимирський    | Війницька сільська громада          | 0720580811  | 193             | 0,982      | 44796           |
| Яловацьк               | Камінь-Каширський | Клітицька сільська рада             | 0721484803  | 283             | 0,974      | 44578           |
| Яревище                | Старовижівський   | Дубечненська сільська громада       | 0725082202  | 620             | 2,849      | 44421           |
| Ярівка                 | Горохівський      | Вільхівська сільська рада           | 0720885011  | 339             | 5,09       | 45768           |
| Яромель                | Ківерцівський     | Тростянецька сільська громада       | 0721887207  | 83              | 10,974     | 45283           |
| Ясенівка               | Рожищенський      | Ясенівська сільська рада            | 0724587801  | 486             | 1,68       | 45120           |
| Ясне                   | Любомльський      | Головненська селищна громада        | 0723355305  | 145             | 0,75       | 44396           |